# Liste der Biografien/Jar
Liste der Biografien |
Portal Biografien |
Personensuche
# |
A |
B |
C |
D |
E |
F |
G |
H |
I |
J |
K |
L |
M |
N |
O |
P |
Q |
R |
S |
T |
U |
V |
W |
X |
Y |
Z |
?
 
Ja |
Jb |
Jd |
Je |
Jh |
Ji |
Jj |
Jl |
Jn |
Jm |
Jo |
Jp |
Jr |
Js |
Jt |
Ju |
Jv |
Jw |
Jy
 
Jaa |
Jab |
Jac |
Jad |
Jae |
Jaf |
Jag |
Jah |
Jai |
Jaj |
Jak |
Jal |
Jam |
Jan |
Jao |
Jap |
Jaq |
Jar |
Jas |
Jat |
Jau |
Jav |
Jaw |
Jax |
Jay |
Jaz

## Jar
Die Liste der Biografien führt alle Personen auf, die in der deutschsprachigen Wikipedia einen Artikel haben. Dieses ist eine Teilliste mit 585 Einträgen von Personen, deren Namen mit den Buchstaben „Jar“ beginnt.
- Jar-Krawtschenko, Anatoli Nikiforowitsch (1911–1983), russischer Maler, Grafiker und Porträtist

### Jara
- Jara Corona, Heriberto (1879–1968), mexikanischer Revolutionär
- Jara Franzoy, Alberto (1929–2019), chilenischer Geistlicher und römisch-katholischer Bischof von Chillán
- Jara Márquez, Arturo (1880–1939), chilenischer Ordenspriester und römisch-katholischer Apostolischer Vikar von Magallanes-Islas Malvinas
- Jara Rodrigues, Diego (* 1995), brasilianischer Fußballspieler
- Jara Saguier, Carlos (* 1950), paraguayischer Fußballspieler und -trainer
- Jara Saguier, Darío (1930–2023), paraguayischer Fußballspieler
- Jara, Alejandro (* 1949), chilenischer Jurist, Diplomat und stellvertretender Generaldirektor der Welthandelsorganisation
- Jara, Ana (* 1968), peruanische Politikerin
- Jara, Eugenio (1935–2014), chilenischer Fußballspieler und -trainer
- Jara, Fabrizio (* 2005), paraguayischer Hürdenläufer
- Jara, Fernando (1930–2023), chilenischer Fußballspieler
- Jara, Fernando de la (* 1948), peruanischer Maler und Bildhauer
- Jara, Francisco (1941–2024), mexikanischer Fußballspieler
- Jara, Franco (* 1988), argentinischer Fußballspieler
- Jara, Gonzalo (* 1985), chilenischer Fußballspieler
- Jara, Jeannette (* 1974), chilenische Politikerin
- Jara, Joan (1927–2023), britisch-chilenische Tänzerin und Aktivistin
- Jará, Jörg (* 1959), deutscher Bauchredner
- Jara, Kurt (* 1950), österreichischer Fußballspieler und -trainerKurt Jara (* 1950)

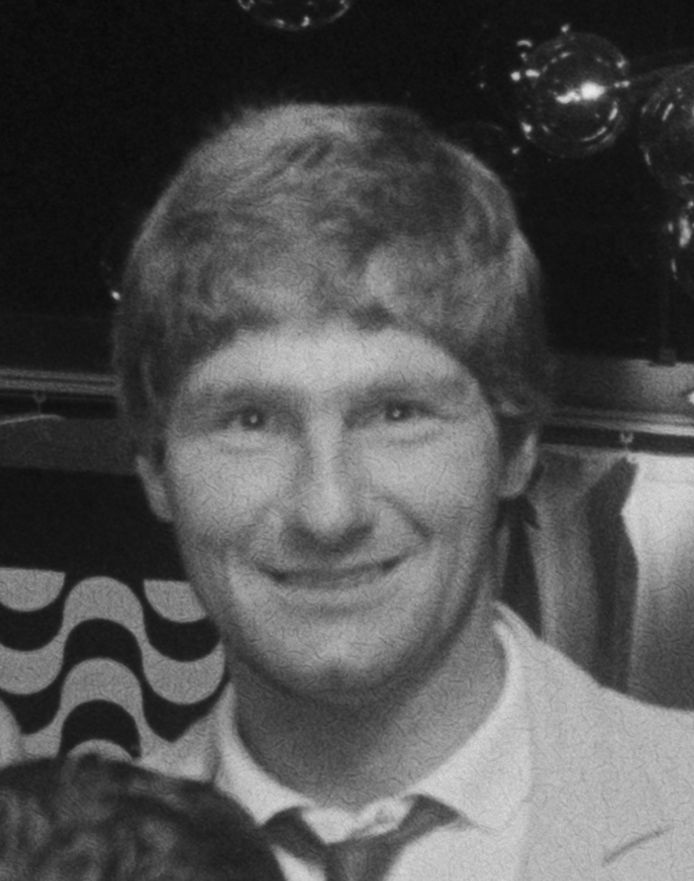
Kurt Jara (* 1950)

- Jara, Luis (* 1983), chilenischer Fußballspieler
- Jara, Marcelo (* 1972), chilenischer Fußballspieler
- Jara, Max (1886–1965), chilenischer Dichter
- Jara, Pepe (1928–2005), mexikanischer Sänger
- Jara, Rodrigo (* 1985), chilenischer Fußballspieler
- Jara, Susanna (* 1984), ukrainische Interpretin von Weltmusik und Jazz
- Jara, Víctor (1932–1973), chilenischer Sänger, Musiker und Theaterregisseur
- Jarabinský, Jozef (* 1944), slowakischer Fußballspieler und -trainer
- Jaracz, Barbara (* 1977), polnische Schachspielerin
- Jaracz, Paweł (* 1975), polnischer Schachgroßmeister
- Jaracz, Stefan (1883–1945), polnischer Theater- und Filmschauspieler und Theaterleiter
- Jaraite, Indre (* 1980), litauische Schauspielerin
- Jarak, Boris (* 1963), jugoslawisch-kroatischer Handballspieler und -trainer
- Jarakovic, Ivica (* 1978), serbischer Fußballspieler
- Jaramillo Duque, Héctor (1924–1990), kolumbianischer römisch-katholischer Ordensgeistlicher, Bischof von Sincelejo
- Jaramillo Monsalve, Jairo (* 1940), kolumbianischer Geistlicher, emeritierter römisch-katholischer Erzbischof von Barranquilla
- Jaramillo Monsalve, Jesús Emilio (1916–1989), kolumbianischer Ordensgeistlicher, römisch-katholischer Bischof von Arauca, Seliger
- Jaramillo Montoya, Rubén Darío (* 1966), kolumbianischer Geistlicher, römisch-katholischer Bischof von Buenaventura
- Jaramillo, Balbino (1951–2013), kolumbianischer Radrennfahrer
- Jaramillo, Carlos (* 1961), kolumbianischer Radrennfahrer
- Jaramillo, Carolina (* 1994), mexikanische Fußballspielerin
- Jaramillo, Daniel (* 1991), kolumbianischer Straßenradrennfahrer
- Jaramillo, Georni (* 1989), venezolanischer Leichtathlet
- Jaramillo, Germán (* 1952), kolumbianischer Schauspieler und Regisseur
- Jaramillo, Julio (1935–1978), ecuadorianischer MusikerJulio Jaramillo (1935–1978)

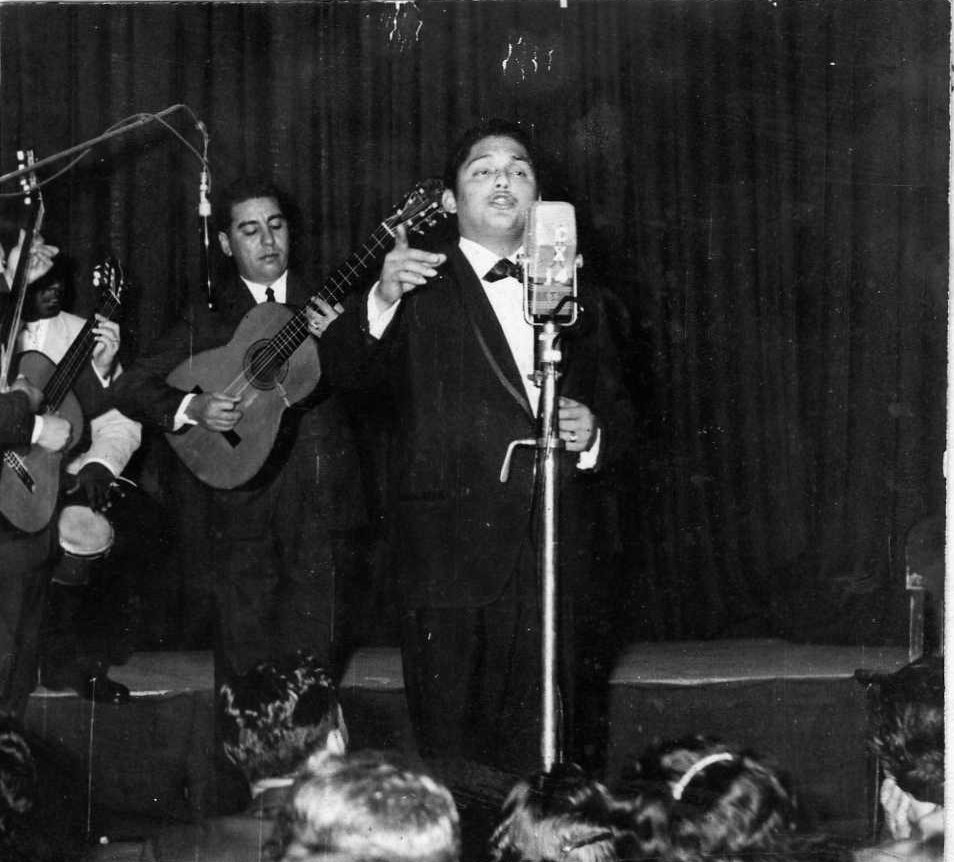
Julio Jaramillo (1935–1978)

- Jaramillo, Lucy (* 1983), ecuadorianische Hürdenläuferin
- Jaramillo, Mari-Luci (1928–2019), US-amerikanische Pädagogin, Hochschullehrerin und Diplomatin, Botschafterin in Honduras
- Jaramillo, Nashely (* 1992), mexikanische Handballspielerin
- Jaramillo, Ricardo (* 1954), mexikanischer Badmintonspieler und Archäologe
- Jaramillo, Victor (* 1953), mexikanischer Badmintonspieler, Botaniker und Ökologe
- Jaraquemada, Juan de la, spanischer Soldat, Interimsgouverneur von Chile
- Jarasch, Bettina (* 1968), deutsche Politikerin (Bündnis 90/Die Grünen), MdABettina Jarasch (* 1968)

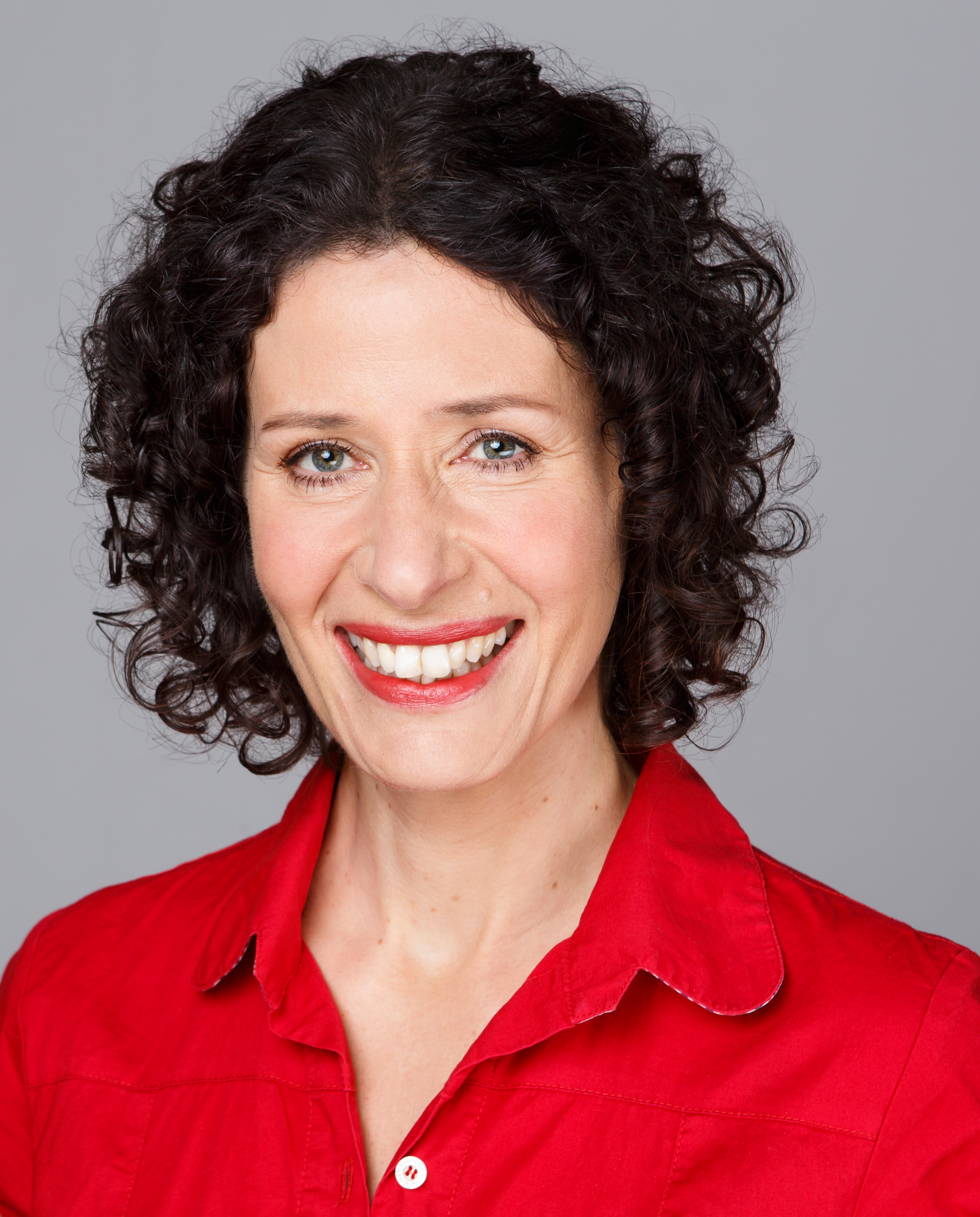
Bettina Jarasch (* 1968)

- Jarasinski, Kurt (1938–2005), deutscher Springreiter
- Jarašiūnas, Egidijus (* 1952), litauischer Verfassungsrechtler
- Jarass, Hans D. (* 1945), deutscher Rechtswissenschaftler
- Jarass, Lorenz (* 1951), deutscher Ökonom, Professor für Wirtschaftswissenschaften an der Fachhochschule Wiesbaden
- Jarausch, Konrad (* 1941), deutsch-amerikanischer Historiker
- Jarawan, Pierre (* 1985), deutscher Schriftsteller und Slam-Poet
- Járay, Alexander Sándor (1870–1943), österreichischer Bildhauer und Schauspieler
- Jaray, Hans (1906–1990), österreichischer Schauspieler, Regisseur und Autor
- Járay, Karl (1878–1947), österreichisch-ungarischer Architekt, Bautechniker, Hochschullehrer und Mäzen
- Jaray, Paul (1889–1974), österreichischer Aerodynamiker, Vater der StromlinienformPaul Jaray (1889–1974)

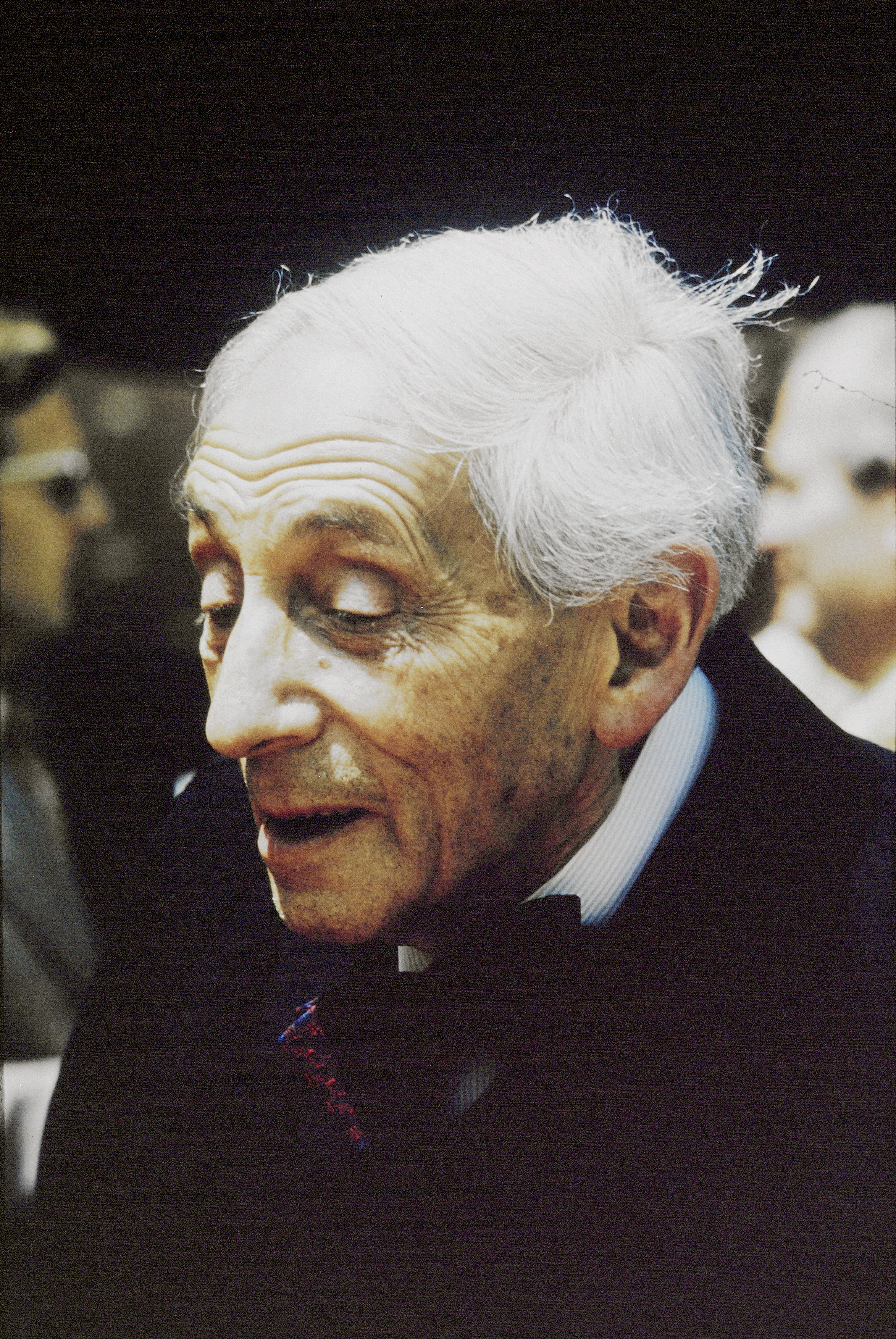
Paul Jaray (1889–1974)

- Járay, Sándor (1845–1916), Kunstmöbelfabrikant und Leiter eines Dekorations-Atelier in Wien
- Jaray, Werner (1920–2002), österreichisch-schweizerischer Architekt
- Jaray-Janetschek, Stephan (1868–1945), ungarischer Komponist

### Jarb
- Jarboe, US-amerikanische Sängerin, Musikerin und Performance-Künstlerin
- Jarbussowa, Frantscheska Alfredowna (* 1942), sowjetische bzw. russische Zeichentrickfilmerin
- Järbyn, Patrik (* 1969), schwedischer Skirennläufer

### Jarc
- Jarc, Blaž (* 1988), slowenischer Radrennfahrer
- Jarchov, Fritz (1934–1983), deutscher Architekt, Maler und Grafiker
- Jarchovský, Petr (* 1966), tschechischer Drehbuchautor und Dramatiker
- Jarchow, Axel (* 1989), deutscher Basketballspieler
- Jarchow, Carl-Edgar (* 1955), deutscher Politiker (FDP) und Fußballfunktionär
- Jarchow, Friedrich (1926–2011), deutscher Maschinenbauingenieur
- Jarchow, Hans (1941–2018), deutscher Mathematiker
- Jarchow, Hans-Heinrich (1955–2020), deutscher Ingenieur und Politiker (SPD) in Mecklenburg, MdL
- Jarchow, Hans-Joachim (* 1935), deutscher Wirtschaftswissenschaftler
- Jarchow, Klaas (* 1956), deutscher Verleger und Autor
- Jarchow, Margarete (* 1957), deutsche Kunsthistorikerin
- Jarchow, Peter (* 1940), deutscher Pianist und Dozent
- Jarchow, Veronik Sarah (* 1988), deutsch-polnische Volleyballspielerin
- Jarck, Henning Harms (1847–1920), dänischer Kapitän und Privatier
- Jarck, Horst-Rüdiger (* 1941), deutscher Historiker und Archivar
- Jarcke, Carl Ernst (1801–1852), deutscher Jurist und politischer Publizist
- Jarčov, Luka (* 1996), kroatischer Eishockeyspieler, -trainer und -funktionär
- Jarcovjáková, Libuše (* 1952), tschechische FotografinLibuše Jarcovjáková (* 1952)

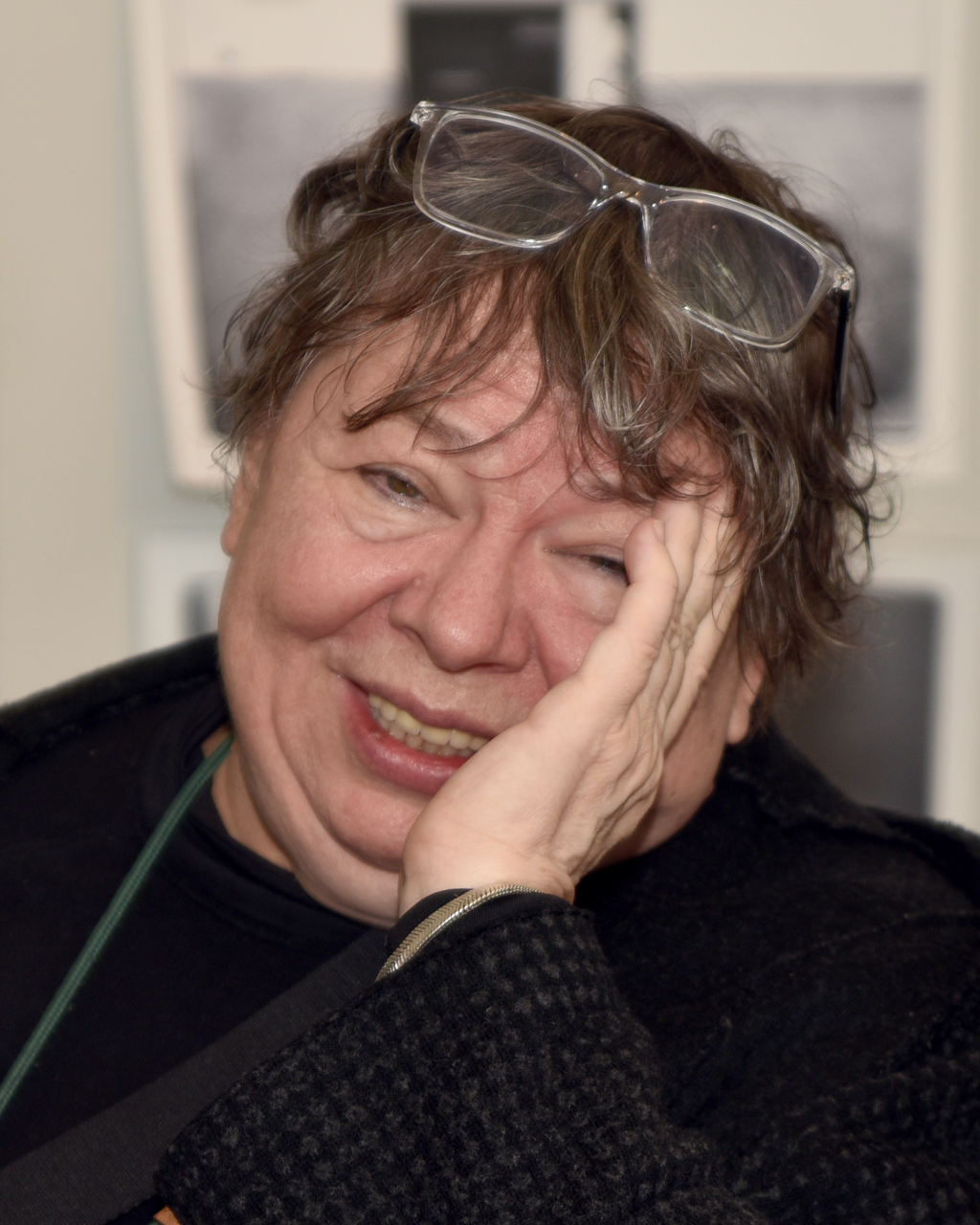
Libuše Jarcovjáková (* 1952)

- Jarcsek-Gaza, Ida (* 1947), rumänische Schauspielerin und Intendantin am Deutschen Staatstheater Temeswar und Lehrstuhlinhaberin der West-Universität Temeswar
- Jarcsek-Zamfirescu, Ildikó (1944–2019), rumänische Schauspielerin und Intendantin am Deutschen Staatstheater Temeswar und Dozentin der West-Universität Temeswar
- Jarczyk, Heinrich (* 1925), deutscher Naturwissenschaftler, Zeichner und Maler
- Jarczyk, Herbert (1913–1968), deutscher Komponist
- Jarczyk, Jan (1947–2014), polnischer Jazzmusiker und Hochschullehrer für Jazz-Komposition
- Jarczyk, Robert (* 1959), deutscher Schauspieler

### Jard
- Járdányi, Pál (1920–1966), ungarischer Musikpädagoge
- Jardel Koester, Diego (* 1989), brasilianischer Fußballspieler
- Jardel, Mário (* 1973), brasilianischer FußballspielerMário Jardel (* 1973)

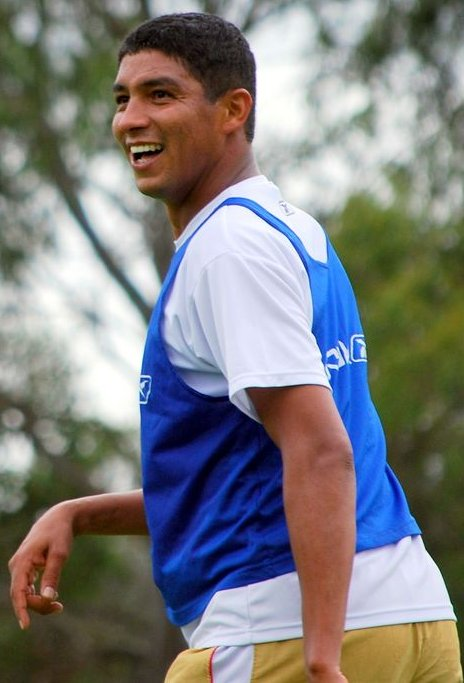
Mário Jardel (* 1973)

- Jarden, Ron (1929–1977), neuseeländischer Rugby-Union-Spieler
- Jarder, Erica (* 1986), schwedische Weitspringerin
- Jardiel Poncela, Enrique (1901–1952), spanischer Schriftsteller
- Jardim Gouveia, Rui Augusto (* 1975), portugiesischer römisch-katholischer Geistlicher, Weihbischof in Lissabon
- Jardim, Alberto João (* 1943), portugiesischer Politiker
- Jardim, Jorge (1919–1982), portugiesischer Agrarwissenschaftler, Geschäftsmann, Politiker und Geheimdienstagent
- Jardim, Léo (* 1995), brasilianischer Fußballspieler
- Jardim, Leonardo (* 1974), portugiesischer Fußballtrainer
- Jardim, Lucrécia (* 1971), portugiesische Leichtathletin
- Jardim, Maurício da Silva (* 1969), brasilianischer Geistlicher, römisch-katholischer Bischof von Rondonópolis-Guiratinga
- Jardin, Alexandre (* 1965), französischer Regisseur und Schriftsteller
- Jardin, Anne (* 1959), kanadische Schwimmerin
- Jardin, Dominique, österreichische DJ und Produzentin
- Jardin, Eugene (1947–1992), deutsch-amerikanischer Künstler
- Jardin, Nicolas-Henri (1720–1799), französischer Architekt
- Jardin, Pascal (1934–1980), französischer Schriftsteller und Drehbuchautor
- Jardin, Ruddy (* 1970), französischer Skispringer
- Jardine, Adrian (* 1933), britischer Segler
- Jardine, Alan (* 1942), US-amerikanischer Musiker und Gründungsmitglied der Beach BoysAlan Jardine (* 1942)

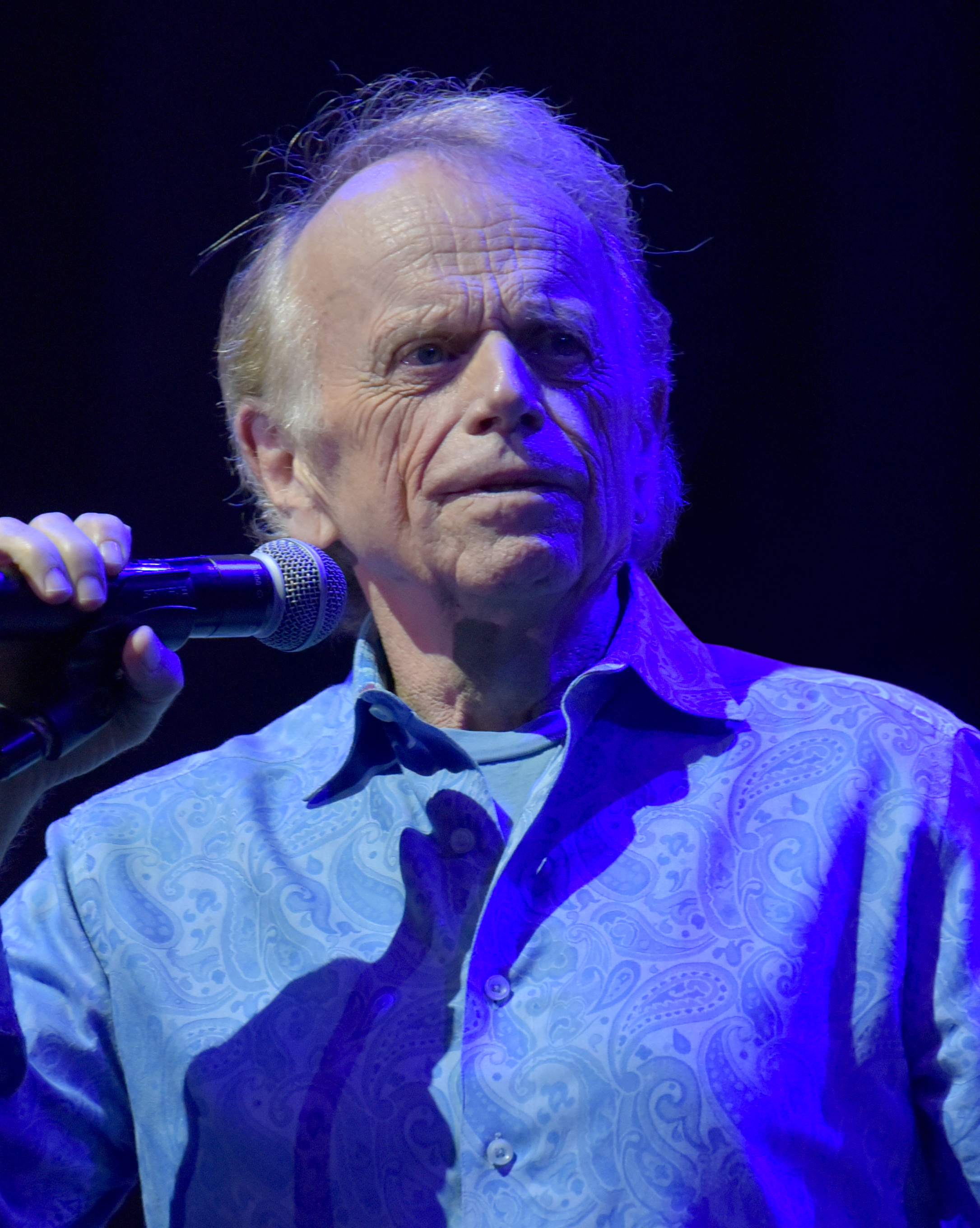
Alan Jardine (* 1942)

- Jardine, André (* 1979), brasilianischer Fußballtrainer
- Jardine, Anja (* 1967), deutsche Journalistin und Schriftstellerin
- Jardine, Douglas James (1888–1946), britischer Kolonialgouverneur
- Jardine, Hilary (* 1983), kanadische Schauspielerin und Synchronsprecherin
- Jardine, John (* 1951), kanadischer Mathematiker
- Jardine, Julie Ann (1926–2012), amerikanische Science-Fiction-Autorin
- Jardine, Lisa (1944–2015), britische Historikerin und Publizistin
- Jardine, Ray (* 1944), US-amerikanischer Kletterer
- Jardine, Richard (* 1953), britischer Geotechniker
- Jardine, Ryan (* 1980), kanadischer Eishockeyspieler
- Jardine, Sandy (1948–2014), schottischer Fußballspieler
- Jardine, William (1784–1843), schottischer Händler und Gründer von Jardine, Matheson & Co
- Jardine, William Marion (1879–1955), US-amerikanischer Universitätspräsident, Botschafter und Politiker
- Jardine, William, 7. Baronet (1800–1874), schottischer Adliger und Ornithologe
- Jardinier, Adrien (1808–1901), Bischof von Sitten
- Järdler, Christian (* 1982), schwedischer Fußballspieler
- Jardner, Herbert W. (* 1951), deutscher Ethnologe
- Jardon, Henri-Antoine (1768–1809), französischer Brigadegeneral der Infanterie
- Jardy, Waleri Nikolajewitsch (1948–1994), sowjetischer Radrennfahrer, Olympiasieger im Radsport

### Jare
- Jarecka, Aleksandra (* 1995), polnische Degenfechterin
- Jarecka, Gustawa (1908–1943), polnische Widerstandskämpferin
- Jareckas, Vytas (* 1963), litauischer Politiker und Bürgermeister von Biržai
- Jarecki, Andrew (* 1963), US-amerikanischer Filmproduzent, Filmregisseur, Drehbuchautor und Komponist.
- Jarecki, Eugene, US-amerikanischer Dokumentarfilmer
- Jarecki, Henry (* 1933), US-amerikanischer Wissenschaftler, Psychiater, Unternehmer und Produzent
- Jarecki, Henryk (1846–1918), polnischer Komponist, Dirigent und Musikpädagoge
- Jarecki, Jacek (1958–2002), polnischer Fußballspieler
- Jarecki, Nicholas (* 1979), US-amerikanischer Drehbuchautor, Regisseur und Produzent
- Jarecki, Piotr (* 1955), polnischer Geistlicher und Weihbischof in Warschau
- Jareckie, Dave (* 1967), US-amerikanischer Biathlet
- Järegård, Ernst-Hugo (1928–1998), schwedischer Schauspieler
- Jarek, Engelbert (1935–2017), polnisch-deutscher Fußballspieler
- Jarema, Witalij (* 1963), ukrainischer Jurist und Politiker
- Jaremitsch, Juryj (* 1995), belarussischer Zehnkämpfer
- Jaremski, Zbigniew (1949–2011), polnischer Leichtathlet
- Jaremtschuk, Iwan (* 1962), sowjetischer Fußballspieler
- Jaremtschuk, Marija (* 1993), ukrainische Popsängerin
- Jaremtschuk, Olessja (* 1991), ukrainische Journalistin und Schriftstellerin
- Jaremtschuk, Roman (* 1995), ukrainischer Fußballspieler
- Jarenko, Tamara Grigorjewna (1923–2011), sowjetisch-russische Theater- und Film-Schauspielerin
- Jarernpone, Pakob, US-amerikanischer Schauspieler
- Jareš, Richard (* 1981), tschechischer Eishockeyspieler
- Jaresko, Natalija (* 1965), ukrainische Unternehmerin und PolitikerinNatalija Jaresko (* 1965)

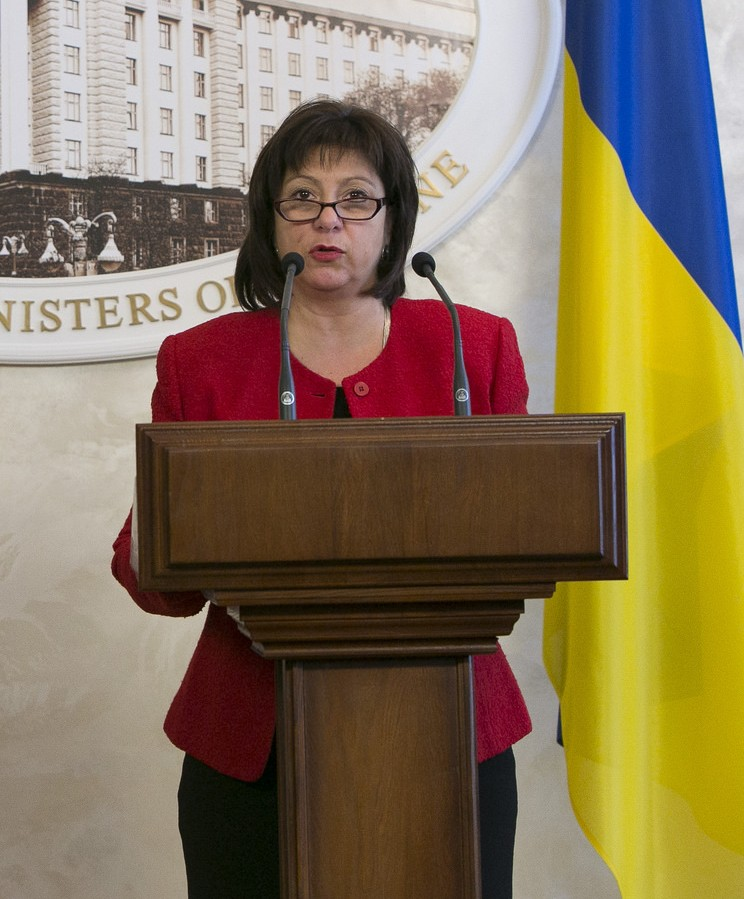
Natalija Jaresko (* 1965)

- Jaretz, Luise (* 1931), österreichische Skirennläuferin
- Jaretzki, Hans Sigmund (1890–1956), deutscher Architekt
- Jaretzky, Reinhold (* 1952), deutscher Autor, Fernsehjournalist, Regisseur und Filmproduzent
- Jaretzky, Rolf-Dieter (* 1935), deutscher Apotheker und Philatelist

### Jarf
- Jarfe, Günther (* 1942), deutscher Anglist und Hochschullehrer

### Jarg
- Jargalsaikhan, Misheel (* 1988), polnische Schauspielerin
- Jargoń, Jan (1928–1995), polnischer Komponist und Orgelbauer

### Jari
- Jarić, Marko (* 1978), serbischer Basketballspieler
- Jarick, Karl (1891–1947), deutscher kommunistischer Widerstandskämpfer
- Jaricot, Pauline Marie (1799–1862), Gründerin des Werkes der GlaubensverbreitungPauline Marie Jaricot (1799–1862)

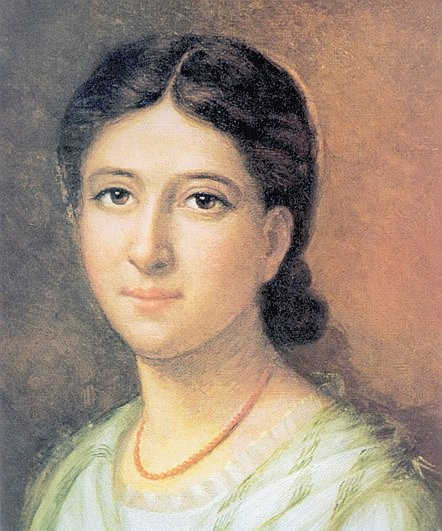
Pauline Marie Jaricot (1799–1862)

- Jarier, Jean-Pierre (* 1946), französischer Automobilrennfahrer
- Jariges, Karl von (1773–1826), deutscher Jurist, Schriftsteller und Übersetzer
- Jariges, Philipp Joseph von (1706–1770), preußischer Staatsmann und Jurist
- Jarillo-Herrero, Pablo (* 1976), spanisch-US-amerikanischer Physiker
- Jarim-Lim I. († 1701 v. Chr.), König von Jamchad
- Jarir, Houmane (1944–2018), marokkanischer Fußballspieler und -trainer
- Jarisch, Adolf junior (1891–1965), österreichischer Pharmakologe
- Jarisch, Adolf senior (1850–1902), österreichischer Dermatologe
- Jarisch, Oswald (1902–1979), deutscher Maler
- Jarisch, Reinhart (* 1944), österreichischer Arzt
- Jarislowsky, Adolf (1855–1933), deutscher Bankier
- Jaritz, Florian (* 1997), österreichischer Fußballspieler
- Jaritz, Hermann (* 1848), deutscher Theaterschauspieler und Theaterintendant
- Jaritz, Horst M. (* 1960), österreichischer Maler, Grafiker und Fotograf
- Jaritz, Karl-Heinz (* 1938), deutscher Stenograf
- Jaritz, Leo (1908–1989), österreichischer Jazzpionier
- Jaritz, Nicos (* 1953), österreichischer Jazzmusiker
- Jaritz, Simon (* 1975), österreichischer Schauspieler
- Jarius, Wilhelm Josef (1772–1843), evangelisch-lutherischer Prediger
- Jariv, Aharon (1920–1994), israelischer Politiker und General
- Jariv, Nathan, israelischer Regisseur

### Jarj
- Jarjis, Robert (* 1973), irakischer Geistlicher, chaldäisch-katholischer Bischof von Mar Addai of Toronto
- Jarjoura, Mino, Filmproduzent
- Jarju, Amie (* 1996), gambische Fußballspielerin
- Jarju, Bakary (* 1949), gambischer Leichtathlet
- Jarju, Bintanding (* 1957), gambische Politikerin
- Jarju, Fanta (* 2003), gambische Fußballspielerin
- Jarju, Malafi († 2020), gambischer Politiker
- Jarju, Matarr (* 1957), gambischer Ringer
- Jarju, Mustapha (* 1986), gambischer Fußballspieler
- Jarju, Saikouba, gambischer Politiker
- Jarjué, Maudo (* 1997), gambischer Fußballspieler

### Jark
- Jark, Carl H. (1905–1984), US-amerikanischer Offizier, Generalleutnant der US-Army
- Jarka, Dawid (* 1987), polnischer Fußballspieler
- Jarke, Franziska (1815–1896), deutsche Schriftstellerin
- Jarke, Hedwig (1882–1949), deutsche Künstlerin des Japonismus und des Jugendstils
- Jarke, Matthias (1952–2024), deutscher Informatiker
- Jarke, Philippa (* 1975), deutsche Synchronregisseurin, Sprecherin, Schauspielerin, Dialogbuchautorin und Filmproduzentin
- Jarki, Youri (* 1938), französisch-russischer Maler
- Jarkin, Anatoli Nikolajewitsch (* 1958), sowjetischer Radsportler, Olympiasieger im Radsport
- Jarkko, Martti (* 1953), finnischer Eishockeyspieler
- Jarkovský, Jaroslav (1887–1952), böhmischer Eishockeyspieler
- Jarkovský, Zdeněk (1918–1948), tschechischer Eishockeytorwart
- Jarkowa, Jelena Wiktorowna (* 1991), russische Crosslauf-Sommerbiathletin
- Jarkowski, Iwan Ossipowitsch (1844–1902), polnischer Bauingenieur

### Jarl
- Jarl, Anders (* 1965), schwedischer Radrennfahrer
- Jarl, Otto (1856–1915), österreichischer Bildhauer
- Jarl, Stefan (* 1941), schwedischer Filmregisseur
- Jarl-Sakellarios, Karin (1885–1948), österreichische Keramikerin
- Jarlbak, Else (1911–1963), dänische Schauspielerin und Opernsängerin
- Jarlén, Johan (1880–1955), schwedischer Turner
- Jarler († 1255), schwedischer römisch-katholischer Erzbischof von Alt-Uppsala (1236–1255)
- Jarlin, Stanislas-François (1856–1933), französischer Missionar, Ordensbruder und römisch-katholischer Bischof
- Jarlot, Gérard (1923–1966), französischer Journalist, Roman- und Drehbuchautor
- Jarlskog, Cecilia (* 1941), schwedische theoretische Physikerin
- Jarlskog, Ida (* 1998), schwedische Tennisspielerin

### Jarm
- Jarman, Claude junior (1934–2025), US-amerikanischer Schauspieler
- Jarman, Derek (1942–1994), britischer Filmregisseur und KünstlerDerek Jarman (1942–1994)

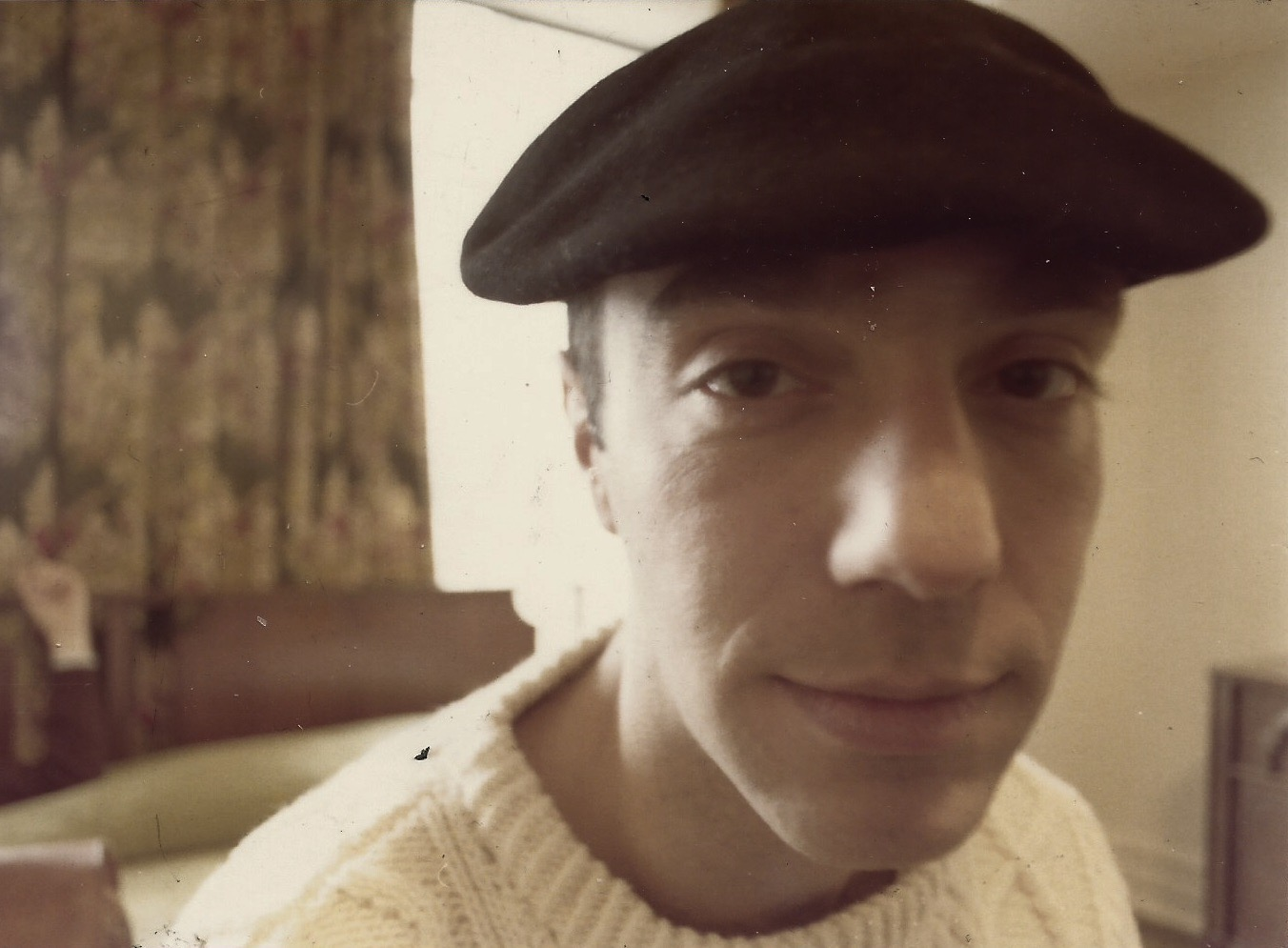
Derek Jarman (1942–1994)

- Jarman, Duncan, US-amerikanischer Maskenbildner
- Jarman, John (1915–1982), US-amerikanischer Politiker
- Jarman, Joseph (1937–2019), US-amerikanischer Jazzsaxophonist und Multiinstrumentalist, Schlagzeuger, Sänger, Komponist
- Jarman, Pete (1892–1955), US-amerikanischer Offizier und Politiker (Demokratische Partei)
- Järmann, Rolf (* 1966), Schweizer Radfahrer
- Jarmatow, Kamil (1903–1978), sowjetischer Filmregisseur
- Jarmatz, Klaus (* 1930), deutscher Germanist
- Jarmer, Ernst (1886–1945), deutscher Rechtsanwalt und Verwaltungsjurist
- Jarmer, Ewald (* 1942), deutscher Boxer
- Jarmer, Helene (* 1971), österreichische Politikerin (Grüne), Abgeordnete zum Nationalrat
- Jarmersted, Georg Carl von (1778–1851), livländischer Landmarschall
- Jarmoc, Thomas (* 1987), kanadischer Volleyballspieler
- Jarmolenko, Andrij (* 1989), ukrainischer FußballspielerAndrij Jarmolenko (* 1989)

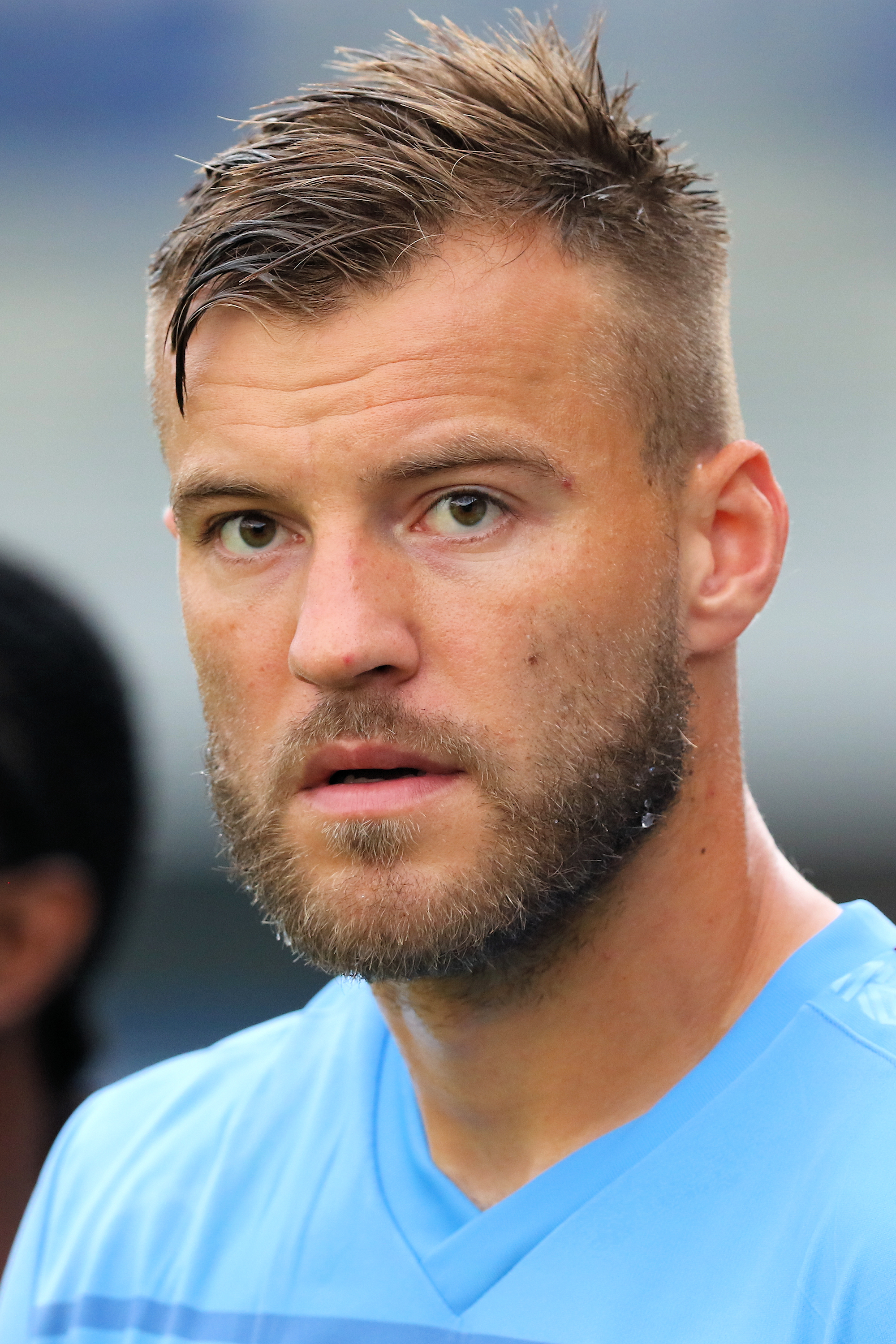
Andrij Jarmolenko (* 1989)

- Jarmolenko, Vladimir (* 1948), litauischer Politiker, Mitglied des Seimas
- Jarmolińska, Aleksandra (* 1990), polnische Sportschütze
- Jarmolnik, Leonid Issaakowitsch (* 1954), russischer Schauspieler, Synchronsprecher und Filmproduzent
- Jarmoschyn, Uladsimir (* 1942), belarussischer Politiker
- Jarmoschyna, Lidsija (* 1953), belarussische Juristin, Vorsitzende der Kommission für Wahlen und Referenda
- Jarmund, Kristin (* 1954), norwegische Architektin
- Jarmusch, Jim (* 1953), US-amerikanischer Filmregisseur, Drehbuchautor, Schauspieler und FilmproduzentJim Jarmusch (* 1953)

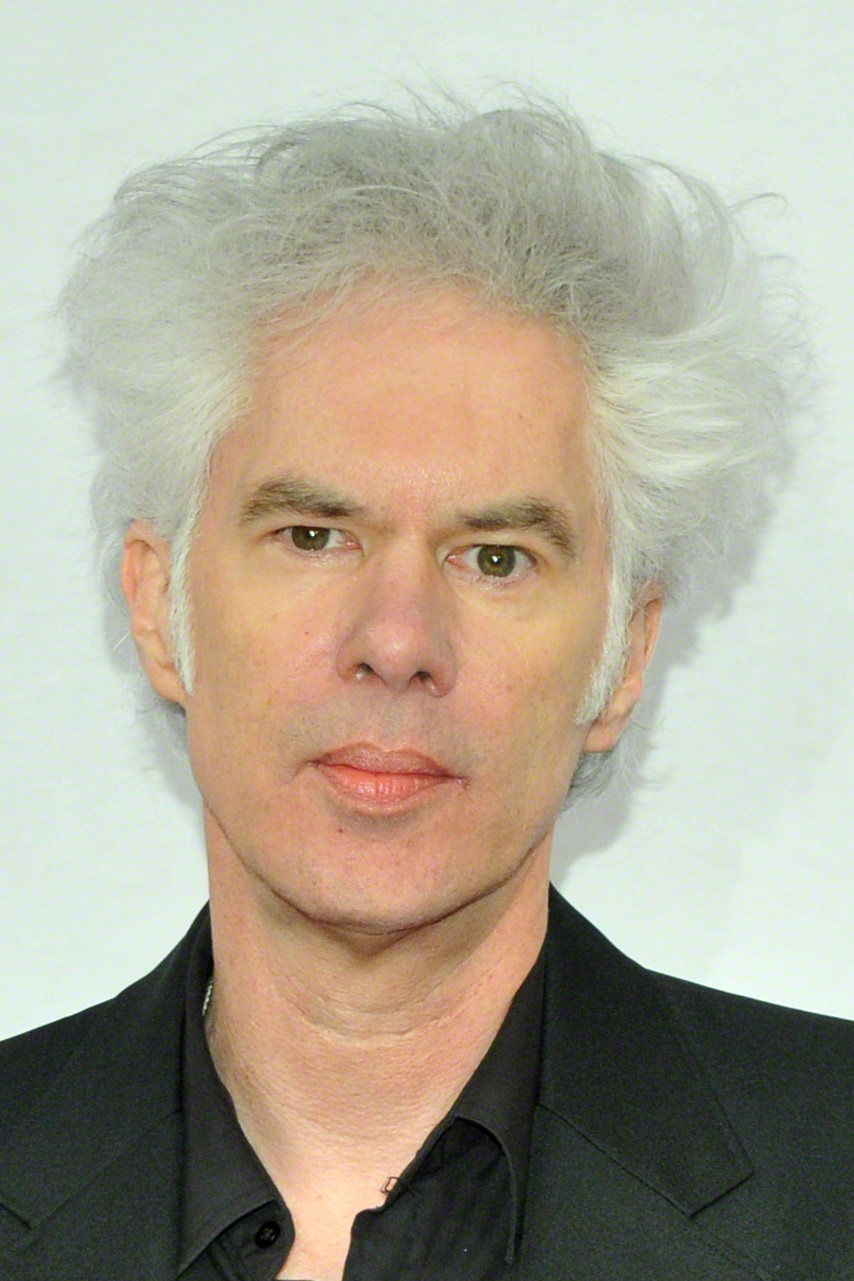
Jim Jarmusch (* 1953)

- Jarmuszkiewicz, André (1959–2013), deutscher Fußballspieler
- Jarmysch, Iwan (1925–1990), sowjetisch-ukrainischer Geher

### Jarn
- Jarnach, Franz (1943–2017), deutscher Musiker und Schauspieler
- Jarnach, Philipp (1892–1982), deutscher Komponist und Musiklehrer
- Jarnagin, Spencer (1792–1853), US-amerikanischer Politiker (United States Whig Party)
- Järnefelt, Armas (1869–1958), finnischer Komponist und Dirigent
- Järnefelt, Arvid (1861–1932), finnischer Schriftsteller
- Järnefelt, August Alexander (1833–1896), finnischer General, Topograph und Gouverneur
- Järnefelt, Eero (1863–1937), finnischer Maler des Realismus
- Järnefelt, Elisabeth (1839–1929), finnische Kunstfördererin
- Järnefelt, Gustaf (1901–1989), finnischer Mathematiker und Astronom
- Jarni, Robert (* 1968), jugoslawisch-kroatischer Fußballspieler und -trainer
- Jarniewicz, Jerzy (* 1958), polnischer Lyriker, Literaturkritiker und Übersetzer
- Jarník, Jan Urban (1848–1923), tschechischer Philologe, Übersetzer und Romanist
- Jarnik, Urban (1784–1844), slowenischer Schriftsteller (Kärnten)
- Jarník, Vojtěch (1897–1970), tschechoslowakischer Mathematiker
- Järnkrok, Calle (* 1991), schwedischer Eishockeyspieler
- Jarno, Georg (1868–1920), ungarischer Komponist
- Jarno, Josef (1865–1932), österreichischer Schauspieler und Theaterdirektor
- Jarnot, Konrad (* 1972), britischer Opernsänger (Bariton) und Gesangspädagoge
- Järnström, Ann-Sofie (* 1949), schwedische Eisschnellläuferin
- Jarnut, Jörg (1942–2023), deutscher Historiker

### Jaro
- Jaro, Sonny Boy (* 1982), philippinischer Boxer im Fliegengewicht
- Jaroch, Jiří (1920–1986), tschechischer Komponist, Bratschist und Dirigent
- Jaroch, Siegmund (1926–2016), deutscher Politiker (CDU), MdA
- Jarochowski, Kazimierz (1829–1888), polnischer Historiker
- Jarocka, Irena (1946–2012), polnische Balladen-, Pop- und Schlagersängerin
- Jarocki, Jerzy (1929–2012), polnischer Theaterregisseur
- Jarocki, Władysław (1879–1965), polnischer Maler
- Jarockis, Romas (1963–2020), litauischer Archäologe und Politiker
- Jaroensak Wonggorn (* 1997), thailändischer Fußballspieler
- Jaroeysak Phengwicha (* 1993), thailändischer Fußballspieler
- Jaroff, Serge (1896–1985), US-amerikanischer Chorleiter russischer HerkunftSerge Jaroff (1896–1985)

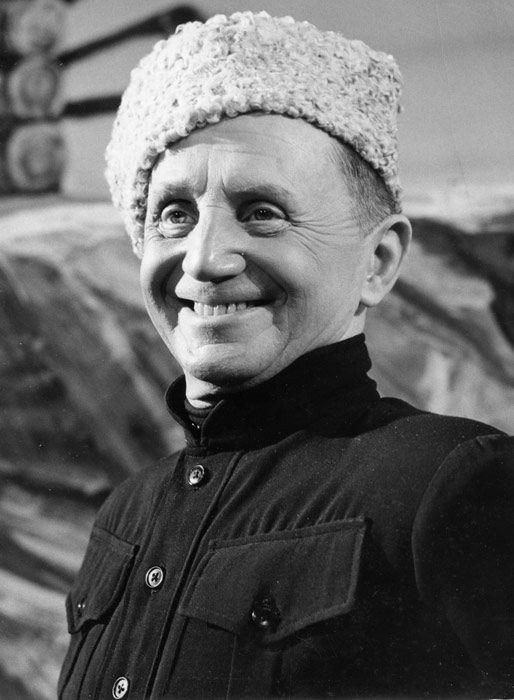
Serge Jaroff (1896–1985)

- Jarohs, Rainer (* 1957), deutscher Fußballspieler und -funktionär
- Járóka, Lívia (* 1974), ungarische Politikerin, MdEP
- Jarolím, David (* 1979), tschechischer Fußballspieler
- Jarolim, Johannes (* 1954), österreichischer Jurist und Politiker (SPÖ), Abgeordneter zum Nationalrat
- Jarolím, Josef (* 1958), tschechischer Fußballspieler und -trainer
- Jarolím, Karel (* 1956), tschechischer Fußballspieler und -trainer
- Jarolím, Lukáš (* 1976), tschechischer Fußballspieler
- Jarolím, Marek (* 1984), tschechischer Fußballspieler
- Jarolin, Josef (1904–1946), deutscher Kriegsverbrecher, Schutzhaftlagerführer des KZ Dachau
- Jarolin, Peter (* 1971), österreichischer Musik- und Theaterkritiker
- Jaroljmek, Edmund (1882–1953), österreichischer Offizier, Journalist, Bergingenieur, Jurist, Berghauptmann und Wirklicher Hofrat
- Jaromar, Bischof von Cammin
- Jaromar I., Fürst auf Rügen
- Jaromar II. († 1260), regierender Fürst auf Rügen
- Jaromenka, Uladsislau (* 1999), belarussischer Eishockeyspieler
- Jaromír († 1035), Herzog von Böhmen
- Jaromir, Adam (* 1971), polnischer Autor und Verleger
- Jaromír-Gebehard († 1090), Bischof von Prag
- Jaron and the Long Road to Love (* 1974), US-amerikanischer Country-Pop-Sänger
- Jaron, Carolin (* 2006), deutsche Handballspielerin
- Jaron, Isabella (* 2002), deutsche Fußballspielerin
- Jaroń, Jan Nikodem (1881–1922), schlesischer Dichter und Dramatiker
- Jaronski, Mieczyslaw († 1922), polnischer Violinvirtuose und Lehrer
- Jaroonsak Somkong (* 1984), thailändischer Fußballspieler
- Jaropolk I. († 980), Fürst der Kiewer Rus (972–980)Jaropolk I. († 980)

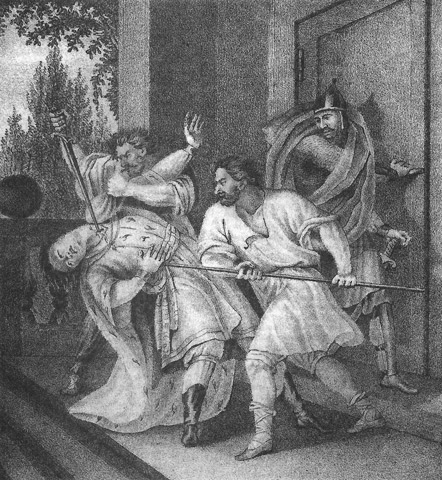
Jaropolk I. († 980)

- Jaropolk II. (1082–1139), Großfürst der Kiewer Rus (1132–1139)
- Jaropolk Isjaslawitsch, Fürst von Wyschgorod, Wolhynien und Turow
- Jaros, Andrzej (* 1990), polnischer Sprinter
- Jaroš, Christián (* 1996), slowakischer Eishockeyspieler
- Jaroš, Karl (* 1944), österreichischer Theologe
- Jaros, Marcin (* 1981), polnischer Eishockeyspieler
- Jaroš, Otakar (1912–1943), tschechoslowakischer Offizier und Held der Sowjetunion
- Jaros, Patrik (* 1967), deutscher Koch, Kochbuchautor und Restaurantmanager
- Jaroš, Radek (* 1964), tschechischer Bergsteiger
- Jaros, Ralf (* 1965), deutscher Leichtathlet
- Jaroš, Tomáš († 1570), böhmischer Metallgießer, Glockengießer und Büchsenmacher
- Jaroš, Vítězslav (* 2001), tschechischer Fußballspieler
- Jarosch, Anatolij (* 1952), sowjetisch-ukrainischer Kugelstoßer
- Jarosch, Dieter (* 1980), deutscher Fußballspieler
- Jarosch, Dmytro (* 1971), ukrainischer PolitikerDmytro Jarosch (* 1971)

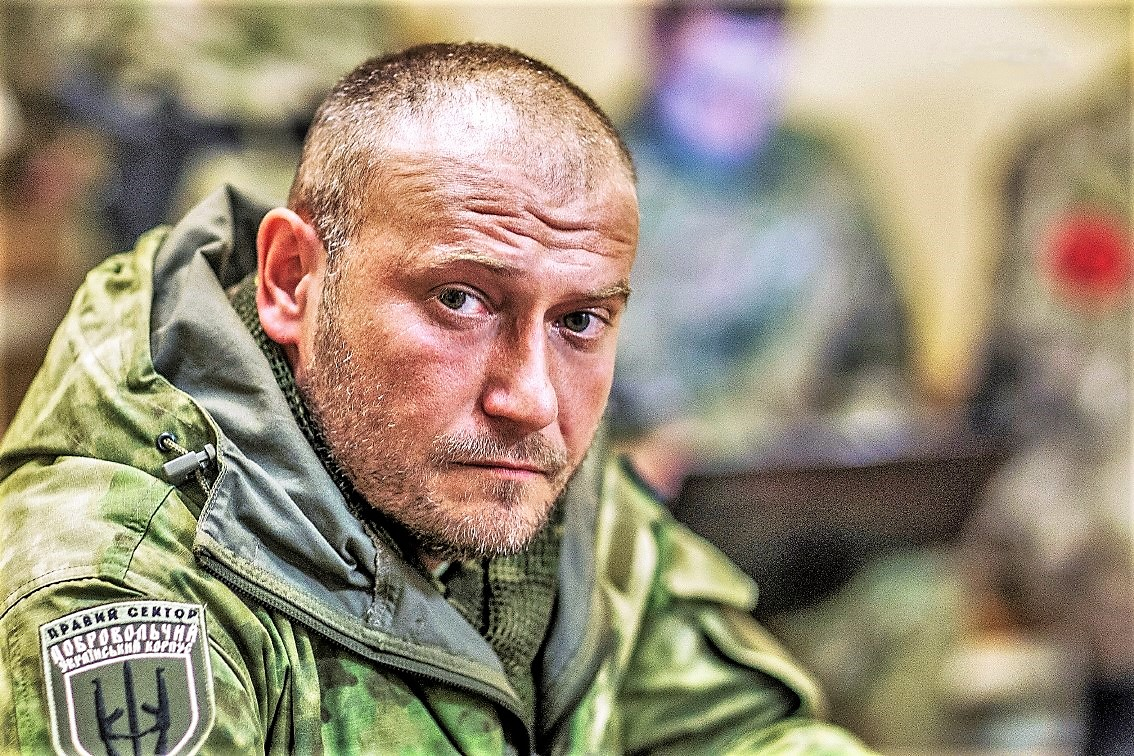
Dmytro Jarosch (* 1971)

- Jarosch, Emil (* 1922), deutscher Politiker (SED), Wirtschaftsfunktionär
- Jarosch, Gerhard (* 1968), österreichischer Jurist
- Jarosch, Hans-Werner (* 1942), deutscher Offizier
- Jarosch, Karl (* 1931), österreichischer Fußball-Nationalspieler, Fußballtrainer
- Jarosch, Monika (* 1940), österreichische Juristin und Politologin
- Jarosch, Nadine (* 1995), deutsche Turnerin
- Jarosch, Procop von (1813–1884), böhmisch-österreichischer Jurist, Oberstaatsanwalt in Prag
- Jarosch, Stefan (* 1984), deutscher Fußballspieler
- Jaroschek, Kurt (1898–1989), deutscher Ingenieurwissenschaftler
- Jaroschek, Walther (1903–1968), deutscher Politiker (NSDAP), MdR
- Jaroschenko, Dmitri Wladimirowitsch (* 1976), russischer Biathlet
- Jaroschenko, Mykola (1846–1898), russischer Maler
- Jaroschenko, Wiktorija (* 1999), ukrainische Radsportlerin
- Jaroschka, Markus (* 1942), österreichischer Schriftsteller
- Jaroschka, Walter (1932–2008), deutscher Archivar, Generaldirektor der Staatlichen Archive Bayerns
- Jaroschowitz, Walter (1924–1978), deutscher Politiker (SPD), MdA
- Jaroschtschuk, Wadym (* 1966), sowjetischer Schwimmer
- Jaroschynska, Alla (* 1953), ukrainische Journalistin
- Jaroschynska, Jewhenija (1868–1904), ukrainische Schriftstellerin, Übersetzerin, Pädagogin, Folkloristin und Ethnographin
- Jarošík, Jiří (* 1977), tschechischer Fußballspieler
- Jarosik, Norman, US-amerikanischer Astrophysiker
- Jarosinski, Eric (* 1971), US-amerikanischer Germanist und Twitter-Autor
- Jarosiński, Łukasz (* 1988), polnischer Fußballtorhüter
- Jaroslaw († 1201), Herzog von Oppeln, Bischof von Breslau
- Jaroslaw der Weise († 1054), Großfürst von Kiew (1019–1054)Jaroslaw der Weise († 1054)

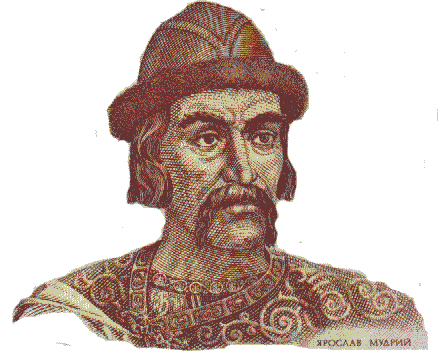
Jaroslaw der Weise († 1054)

- Jaroslaw II. Wsewolodowitsch (1190–1246), Großfürst von Wladimir (Russland)
- Jaroslaw III. Jaroslawitsch (1230–1272), Großfürst von Twer
- Jaroslaw Osmomysl (1119–1187), russischer Fürst
- Jarosław, Aaron, polnischer jüdischer Exeget
- Jaroslawski, Jan (1925–2020), polnischer politischer Soziologe
- Jaroslawski, Jemeljan Michailowitsch (1878–1943), sowjetischer Politiker und JournalistJemeljan Michailowitsch Jaroslawski (1878–1943)

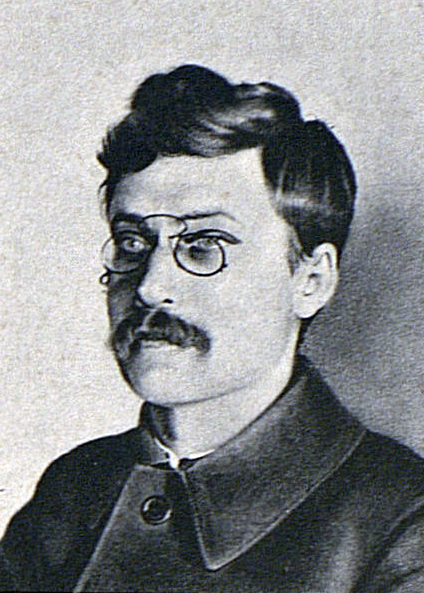
Jemeljan Michailowitsch Jaroslawski (1878–1943)

- Jaroslawskyj, Oleksandr (* 1959), ukrainischer Unternehmer und Mäzen
- Jaroslawzew, Wiktor Michailowitsch (1945–1996), russischer Eishockeyspieler
- Jarošová, Karolína (* 2006), tschechische Leichtathletin
- Jaross, Andor (1896–1946), ungarischer Politiker, Mitglied des Parlaments
- Járosy, Carl Heinz (1895–1958), österreichisch-deutscher Filmproduzent, Produktionsleiter und Drehbuchautor
- Jarosz, Elżbieta (* 1971), polnische Marathonläuferin
- Jarosz, Jakub (* 1987), polnischer Volleyballspieler
- Jarosz, Łukasz (* 1978), polnischer Dichter und Musiker
- Jarosz, Sarah (* 1991), US-amerikanische Singer-Songwriterin traditioneller US-amerikanischer Musik
- Jarosz-Rabiej, Katarzyna (* 1946), polnische Lyrikerin, Schriftstellerin, Herausgeberin und Kabarettistin
- Jaroszek, Jan (* 1986), deutscher Schauspieler
- Jaroszewicz, Hans (1935–2003), deutscher Radrennfahrer
- Jaroszewicz, Jan (1575–1670), Architekt und Festungsingenieur des Frühbarocks
- Jaroszewicz, Jan (1903–1980), polnischer Geistlicher, römisch-katholischer Bischof von Kielce
- Jaroszewicz, Piotr (1909–1992), polnischer Politiker, Mitglied des Sejm und Militär
- Jaroszewska, Zofia (1902–1985), polnische Schauspielerin
- Jaroszewski, Grzegorz (1955–2022), polnischer Radrennfahrer
- Jaroszewski, Marek (* 1944), polnischer Germanist und Literaturwissenschaftler
- Jaroszinski-Jarosch, Fedor von (1835–1918), deutscher Schauspieler und Theaterregisseur
- Jaroszynski, Severin von (1789–1827), polnischer Adliger, Hochstapler und Mörder
- Jarota, Filip (* 2001), polnischer Squashspieler
- Jarota, Jan (* 1953), polnischer Politiker, Mitglied des Sejm
- Jarotzky, Jaroslaw von (1851–1928), preußischer Verwaltungsjurist, Landrat und Regierungspräsident
- Jarotzky, Thaddäus von (1858–1938), preußischer Generalleutnant im Ersten Weltkrieg
- Jaroussky, Philippe (* 1978), französischer Opernsänger (Countertenor) und DirigentPhilippe Jaroussky (* 1978)

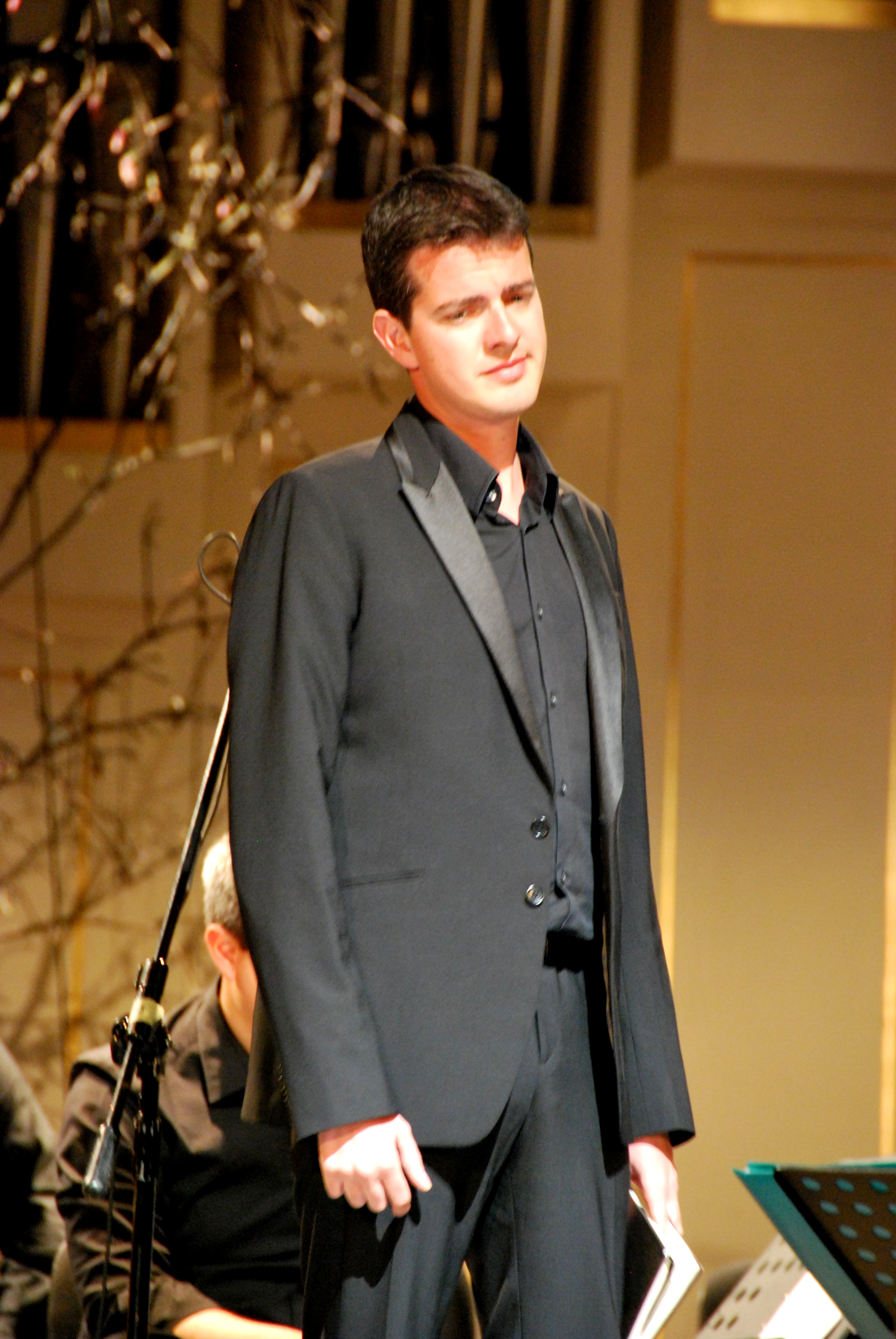
Philippe Jaroussky (* 1978)

- Jarow (* 1996), deutscher Webvideoproduzent und Sachbuchautor
- Jarowenko, Jewgeni (* 1963), kasachischer Fußballspieler
- Jarowinsky, Werner (1927–1990), deutscher Politiker (SED), MdV
- Jarowoy, Robert (1952–2020), deutscher Autor und Politiker (PDS, Die Linke)

### Jarp
- Jarpa, Onofre (1849–1940), chilenischer Maler

### Jarq
- Jarque, Daniel (1983–2009), spanischer Fußballspieler
- Jarque, Vicente (* 1956), spanischer Kunstwissenschaftler und Übersetzer
- Jarquín, David Salomon (* 1986), nicaraguanischer Trompeter

### Jarr
- Jarra, Babucarr (* 1999), gambischer Volleyballspieler und Beachvolleyballspieler
- Jarrah, Ziad (1975–2001), libanesischer Entführer des United-Airlines-Fluges 93Ziad Jarrah (1975–2001)

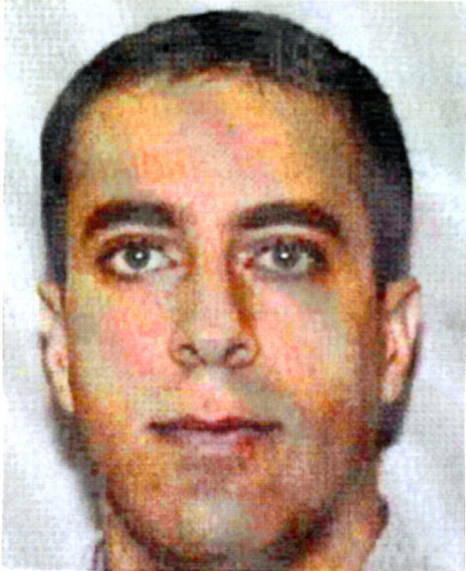
Ziad Jarrah (1975–2001)

- Jarrar, Nadim (* 1980), deutscher Schauspieler
- Jarrard, James B., US-amerikanischer Offizier, Generalleutnant der US-Army
- Jarratt, John (* 1951), australischer Schauspieler
- Jarraud, Léonard (1848–1926), französischer Maler
- Jarraud, Michel (* 1952), französischer Meteorologe
- Jarre, Cyrillus (1878–1952), Franziskaner-Erzbischof in Jinan
- Jarre, Jean-Michel (* 1948), französischer MusikerJean-Michel Jarre (* 1948)

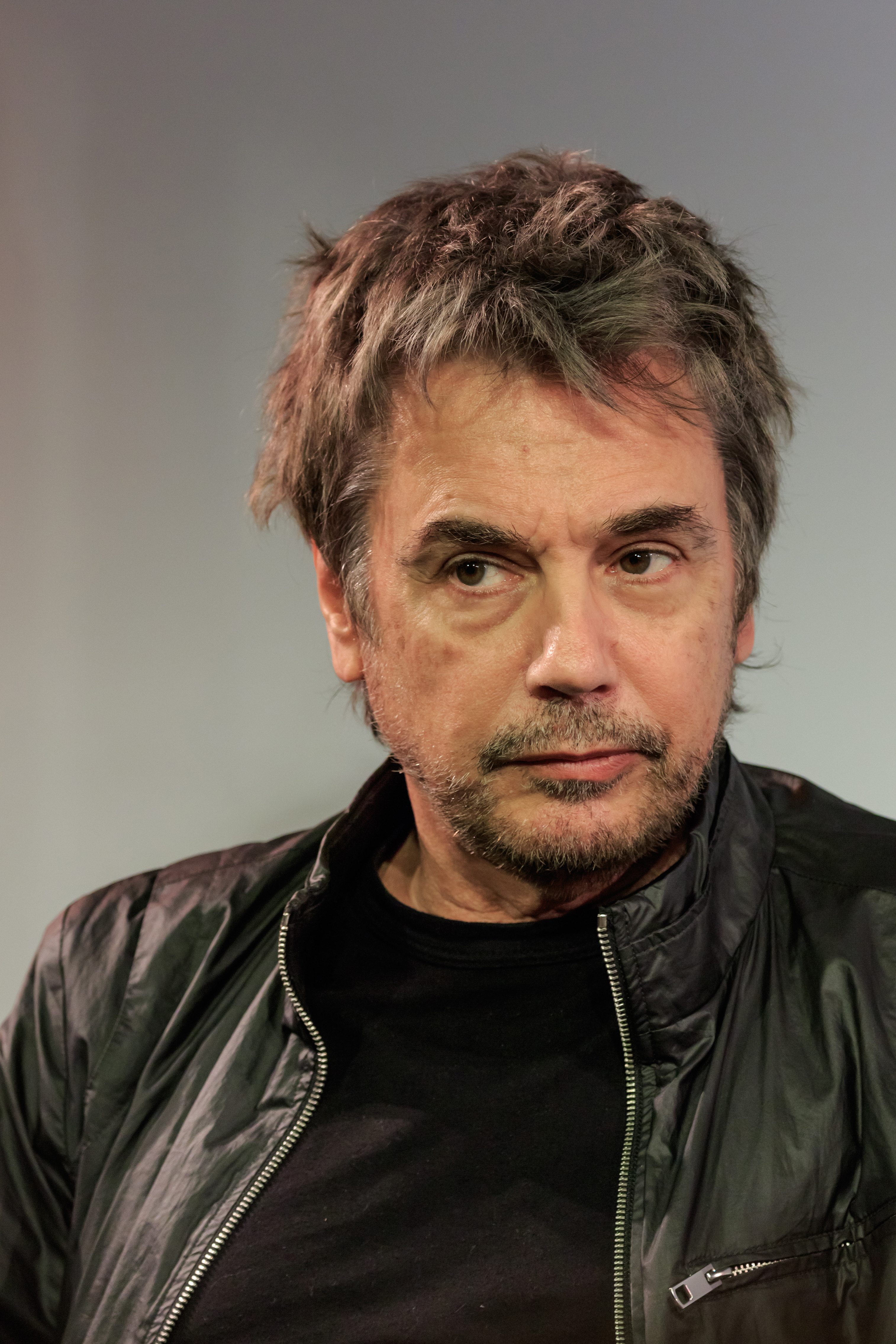
Jean-Michel Jarre (* 1948)

- Jarre, Kevin (1954–2011), US-amerikanischer Drehbuchautor und Filmproduzent
- Jarre, Léontine (1830–1892), französische Karmelitin, Ordensgründerin und Klostergründerin
- Jarre, Maurice (1924–2009), französischer Komponist
- Jarre, Nicolaus (1603–1678), Hamburger Bürgermeister und Jurist
- Jarreau, Al (1940–2017), US-amerikanischer Jazz- und Popmusiker
- Jarrek, Walter (1903–1974), deutscher Gewerkschafter, Politiker (KPD) und Widerstandskämpfer gegen den Nationalsozialismus
- Järrel, Stig (1910–1998), schwedischer Theater- und Filmschauspieler und Regisseur
- Jarrell, Charles Michael (* 1940), US-amerikanischer Geistlicher, emeritierter Bischof von Lafayette
- Jarrell, Jessica (* 1995), US-amerikanische Sängerin und Kindermodel
- Jarrell, Michael (* 1958), Schweizer Komponist
- Jarrell, Randall (1914–1965), US-amerikanischer Dichter, Literaturkritiker, Kinderbuchautor, Essayist und Romanautor
- Jarrell, Tommy (1901–1985), US-amerikanischer Fiddle- und Banjospieler und Sänger
- Jarren, Matthias (1872–1960), deutscher Maler
- Jarren, Otfried (* 1953), deutscher Kommunikationswissenschaftler
- Jarres, Karl (1874–1951), deutscher Politiker (Deutsche Volkspartei) in der Weimarer Republik
- Jarrett, Albert (* 1984), sierra-leonischer Fußballspieler
- Jarrett, Art (1907–1987), US-amerikanischer Sänger, Schauspieler und Big-Band-Leader im Bereich des Swing und der Populären Musik
- Jarrett, Benjamin (1881–1944), US-amerikanischer Politiker
- Jarrett, Chas, Visual Effects Artist
- Jarrett, Chris (* 1956), US-amerikanischer Pianist und Komponist
- Jarrett, Cole (* 1983), kanadischer Eishockeyspieler
- Jarrett, Dale (* 1956), US-amerikanischer NASCAR-Rennfahrer und Meister
- Jarrett, Doug (1944–2014), kanadischer Eishockeyspieler
- Jarrett, Dwayne (* 1986), US-amerikanischer Footballspieler
- Jarrett, Edmonia (1933–2002), US-amerikanische Jazzsängerin
- Jarrett, Geneva Mais, jamaikanische Künstlerin der Art brut
- Jarrett, Geoffrey Hylton (* 1937), australischer Geistlicher und emeritierter römisch-katholischer Bischof von Lismore
- Jarrett, Grady (* 1993), US-amerikanischer American-Football-Spieler
- Jarrett, Jeff (* 1967), US-amerikanischer WrestlerJeff Jarrett (* 1967)

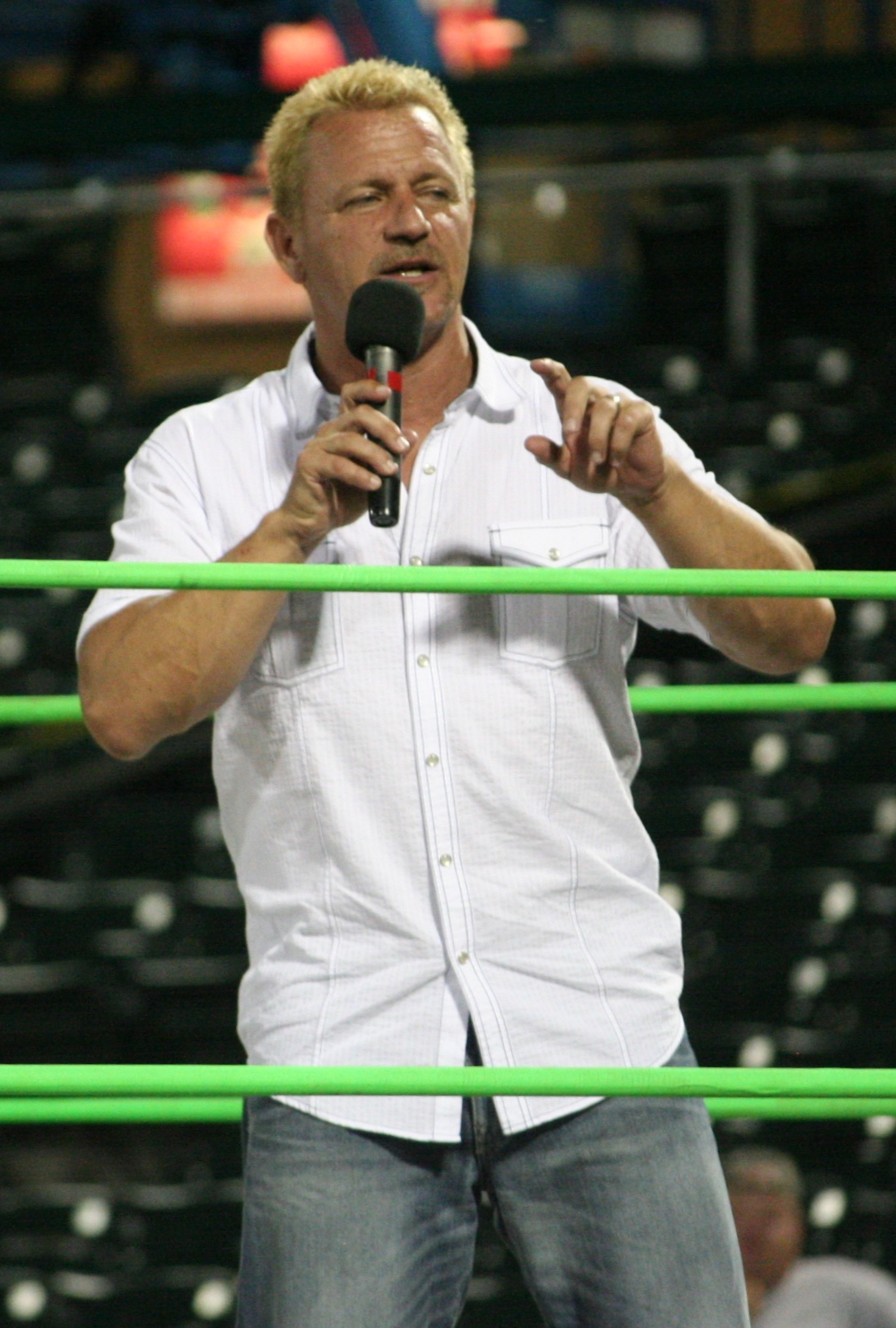
Jeff Jarrett (* 1967)

- Jarrett, Keith (* 1945), US-amerikanischer Jazz-PianistKeith Jarrett (* 1945)

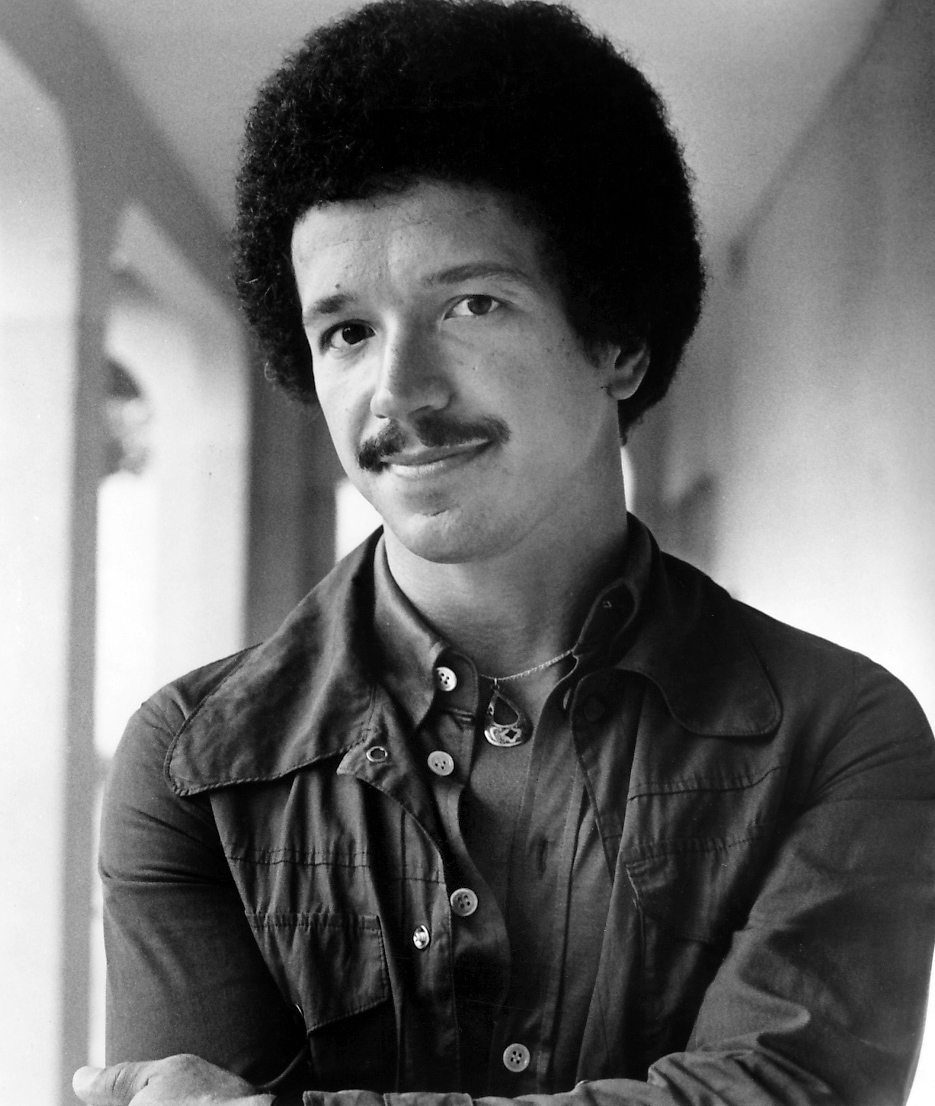
Keith Jarrett (* 1945)

- Jarrett, Martyn (* 1944), britischer anglikanischer Bischof
- Jarrett, Ned (* 1932), US-amerikanischer NASCAR-Rennfahrer und zweifacher Meister
- Jarrett, Olanzo, kanadischer Canadian-Football-Spieler
- Jarrett, Patrick (* 1984), kanadischer Eishockeyspieler
- Jarrett, Tony (* 1968), britischer Leichtathlet
- Jarrett, Valerie (* 1956), US-amerikanische Juristin, Geschäftsfrau, Politikerin und langjährige Beraterin von Barack Obama
- Jarrett, William Paul (1877–1929), US-amerikanischer Politiker
- Jarric, Pierre du (1566–1617), französischer Jesuit, Philosoph, Theologe und Historiker
- Jarrico, Paul (1915–1997), US-amerikanischer Drehbuchautor und Filmproduzent
- Jarrié, Fernand (1899–1996), französischer Politiker
- Jarrier, Benoît (* 1989), französischer Radsportler
- Jarrige, Catherine (1754–1836), französische dominikanische Tertiarin und Selige
- Jarrige, Lucie (* 1990), französische Chemikerin und Parakletterin
- Jarrín, Jhon (1961–2021), ecuadorianischer Radrennfahrer
- Jarring, Gunnar (1907–2002), schwedischer Diplomat und Turkologe
- Jarro Tobos, Álvaro Raúl (1930–2004), kolumbianischer Geistlicher, katholischer Bischof
- Jarrold, Julian (* 1960), britischer Filmregisseur und Filmproduzent
- Jarrosch, Herbert von (1900–1942), deutscher Schauspieler, Regisseur, Bühnenleiter und Intendant
- Jarrosson, Guy (1911–1994), französischer Politiker, Mitglied der Nationalversammlung
- Jarrott, Charles (1877–1944), britischer Rennfahrer
- Jarrott, Charles (1927–2011), britisch-kanadischer Regisseur
- Jarrousse, Sébastien (* 1974), französischer Jazzmusiker
- Jarry, Alfred (1873–1907), französischer Schriftsteller
- Jarry, Allan (* 1969), chilenischer Beachvolleyballspieler
- Jarry, Nicolás (* 1995), chilenischer Tennisspieler
- Jarry, Tristan (* 1995), kanadischer Eishockeytorhüter
- Järryd, Anders (* 1961), schwedischer TennisspielerAnders Järryd (* 1961)

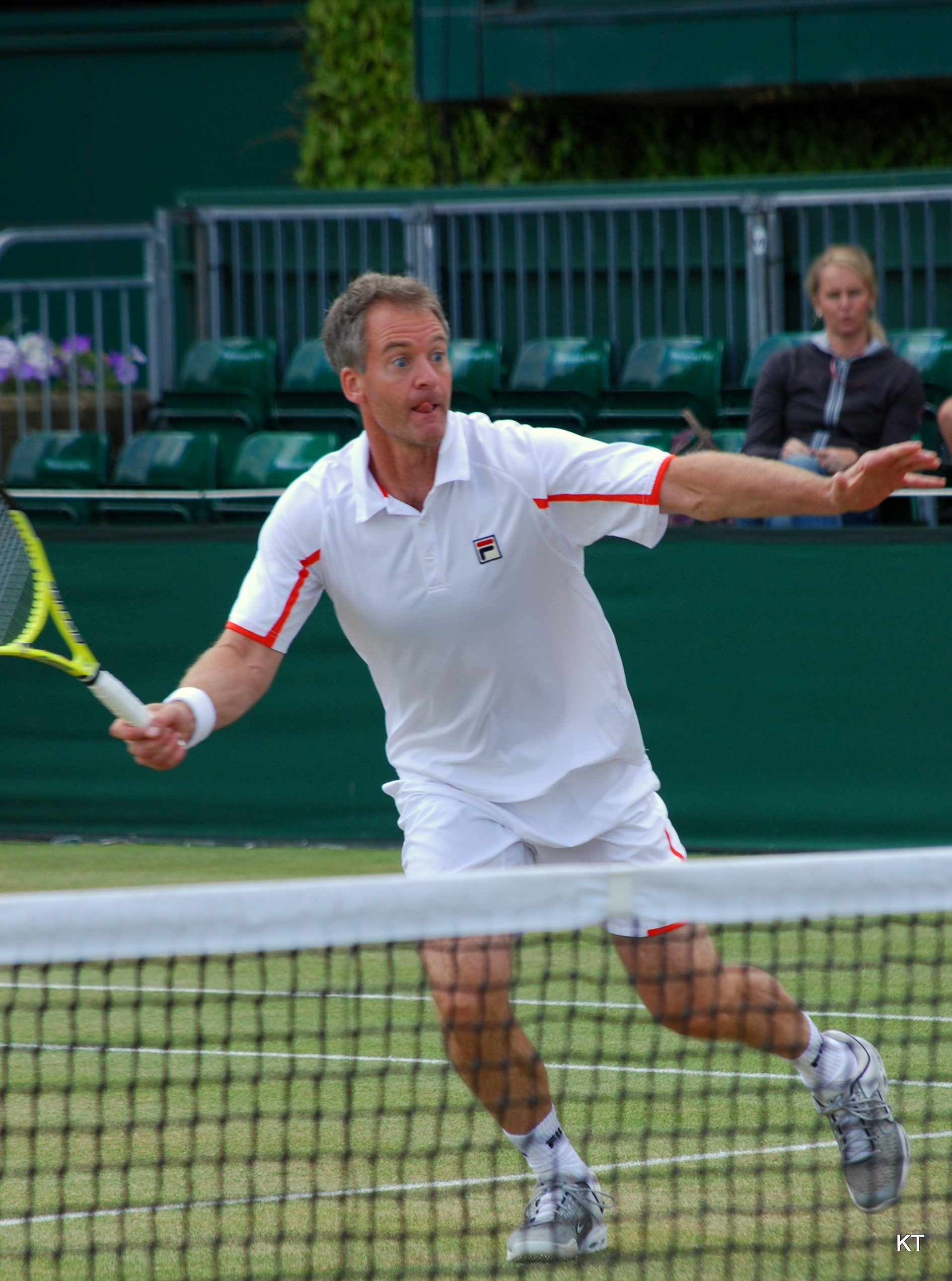
Anders Järryd (* 1961)

### Jars
- Jars, Gabriel (1732–1769), französischer Ingenieur und Metallurg
- Jarsalé, Fabien (* 1990), französischer Fußballspieler
- Jarsetz, David (* 1980), deutscher evangelischer Theologe, Missionar und Missionsleiter
- Jarso, Yacob (* 1988), äthiopischer Hindernis- und Langstreckenläufer
- Jarstein, Rune (* 1984), norwegischer Fußballtorhüter
- Jarstø, Daniel Egeland (* 1990), norwegischer Radrennfahrer
- Jarsutkin, Artjom Wassiljewitsch (* 1996), russischer Beachvolleyballspieler
- Jarszewska, Wanda (1888–1964), polnische Schauspielerin

### Jart
- Jartschuk, Artjom Nikolajewitsch (1990–2011), russischer Eishockeyspieler
- Jartschuk, Teodor (1896–1941), ukrainischer lutherischer Theologe und Pfarrer

### Jaru
- Jarubas, Adam (* 1974), polnischer Politiker
- Jaruga, Jerzy (* 1952), polnischer Kameramann, Bühnenbildner, Filmautor und Mediengestalter
- Jaruga-Nowacka, Izabela (1950–2010), polnische Politikerin, Mitglied des SejmIzabela Jaruga-Nowacka (1950–2010)

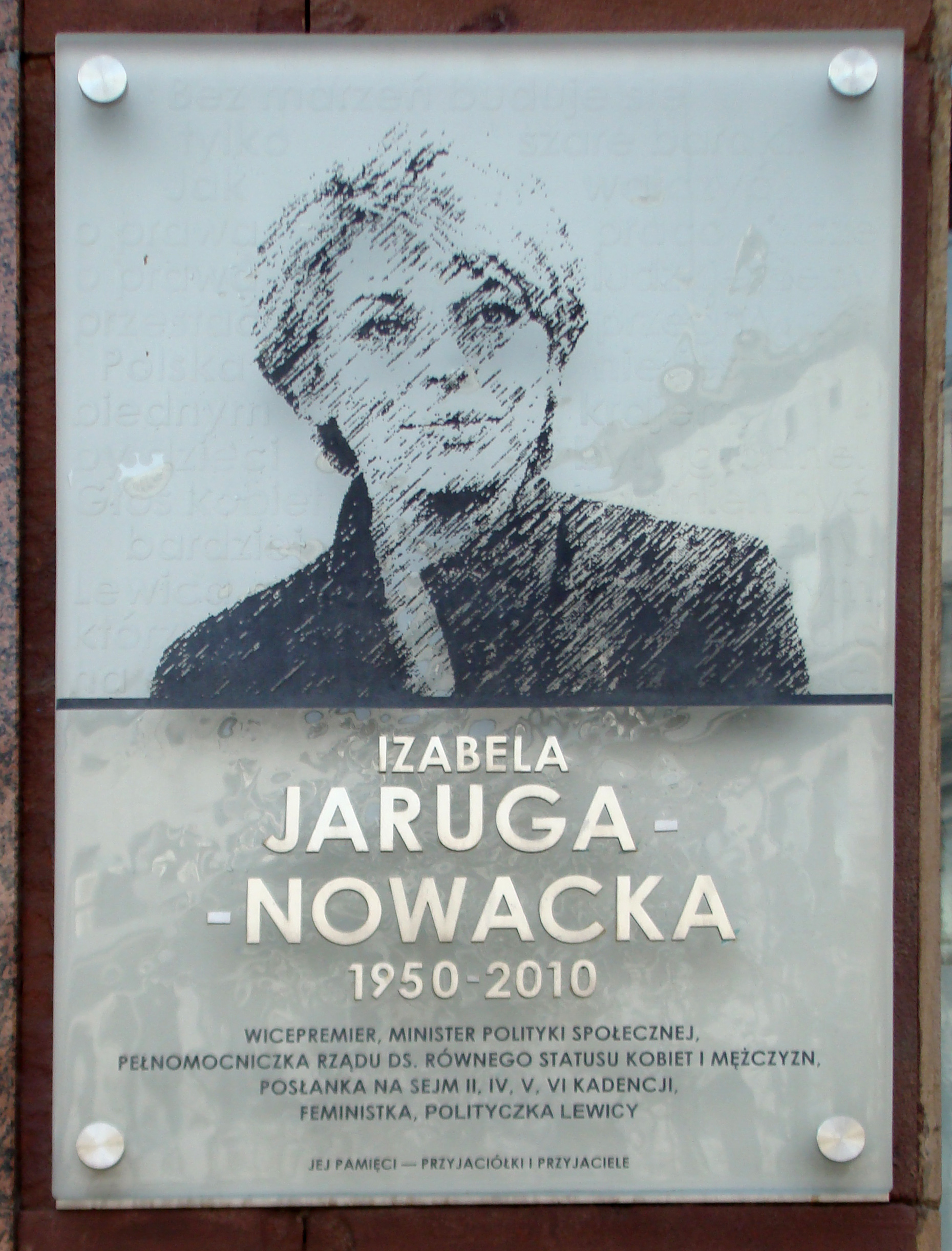
Izabela Jaruga-Nowacka (1950–2010)

- Jarukaitis, Irmantas (* 1973), litauischer Jurist und Europarechtler
- Jarullin, Albert Ildarowitsch (* 1993), russischer Eishockeyspieler
- Jarullin, Farid Sagidullowitsch (1914–1943), tatarischer Komponist
- Järund, Avijaja Lund (* 1966), dänische Curlerin
- Jarupong Sangpong (* 1981), thailändischer Fußballspieler
- Jarůšek, Karel (* 1952), tschechischer Fußballspieler und Fußballtrainer
- Jaruševičienė, Lina, litauische Gesundheitspolitikerin und Vizeministerin
- Jaruševičius, Juozas (* 1950), litauischer Forstmann und Politiker
- Jarusevičius, Tomas (* 1982), litauischer liberaler Politiker und Vizebürgermeister der Stadtgemeinde Kaunas
- Jaruska, Wilhelm (1916–2008), österreichischer Maler, Kunsterzieher und Gebrauchsgrafiker
- Jarušková, Timea (* 1996), slowakische Tennisspielerin
- Jarutis, Jonas (* 1963), litauischer Politiker, stellvertretender Vorsitzender des Seimas
- Jaruzelska, Barbara (1931–2017), polnische Hochschullehrerin, Tänzerin, Germanistin und First Lady (1985–1989)
- Jaruzelski, Wojciech (1923–2014), polnischer Politiker, Mitglied des Sejm und Militär, Staatspräsident von Polen (1989–1990)Wojciech Jaruzelski (1923–2014)

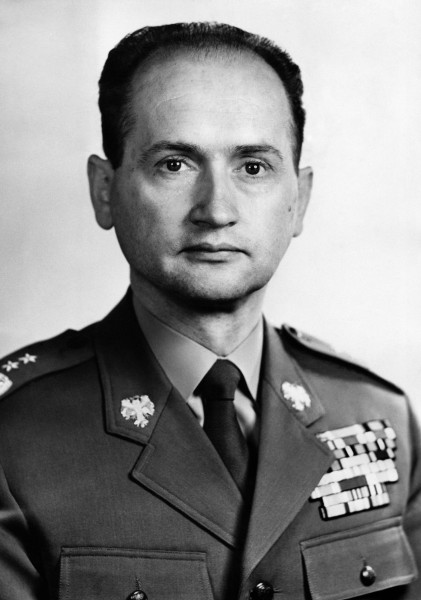
Wojciech Jaruzelski (1923–2014)

### Jarv
- Järv, Ants (1928–2019), estnischer Literatur- und Theaterwissenschaftler
- Järv, Jaak (1852–1920), estnischer Schriftsteller
- Jarva, Risto (1934–1977), finnischer Filmregisseur
- Jarvad, Pia (* 1946), dänische Sprachwissenschaftlerin
- Järvan, Kristjan (* 1990), estnischer Unternehmer und Politiker
- Järve, Sven (* 1980), estnischer Degenfechter
- Järvefelt, Göran (1947–1989), schwedischer Regisseur und Schauspieler
- Järvelä, Jonne (* 1974), finnischer Musiker
- Järvelä, Jouni (* 1973), finnischer Jazzmusiker (Saxophon, Klarinette, Komposition)
- Järvelaid, Peeter (* 1957), estnischer Rechtswissenschaftler und Historiker
- Järveläinen, Ville (* 1993), deutsch-finnischer Eishockeyspieler
- Järvenhelmi, Maria (* 1975), finnische Schauspielerin
- Järvenpää, Hannu (* 1963), finnischer Eishockeyspieler und -trainer
- Järvenpää, Tero (* 1984), finnischer Leichtathlet
- Järventausta, Marja (* 1956), finnische Finnougristin
- Järventie, Martti (* 1976), finnischer Eishockeyspieler
- Järvet, Jüri (1919–1995), estnischer und sowjetischer Schauspieler
- Järvi, Iiro (* 1965), finnischer Eishockeyspieler
- Järvi, Jyrki (* 1966), finnischer Segler und Olympiasieger
- Järvi, Kristjan (* 1972), US-amerikanischer DirigentKristjan Järvi (* 1972)

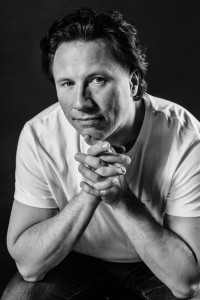
Kristjan Järvi (* 1972)

- Järvi, Neeme (* 1937), estnisch-US-amerikanischer Dirigent
- Järvi, Paavo (* 1962), US-amerikanischer DirigentPaavo Järvi (* 1962)

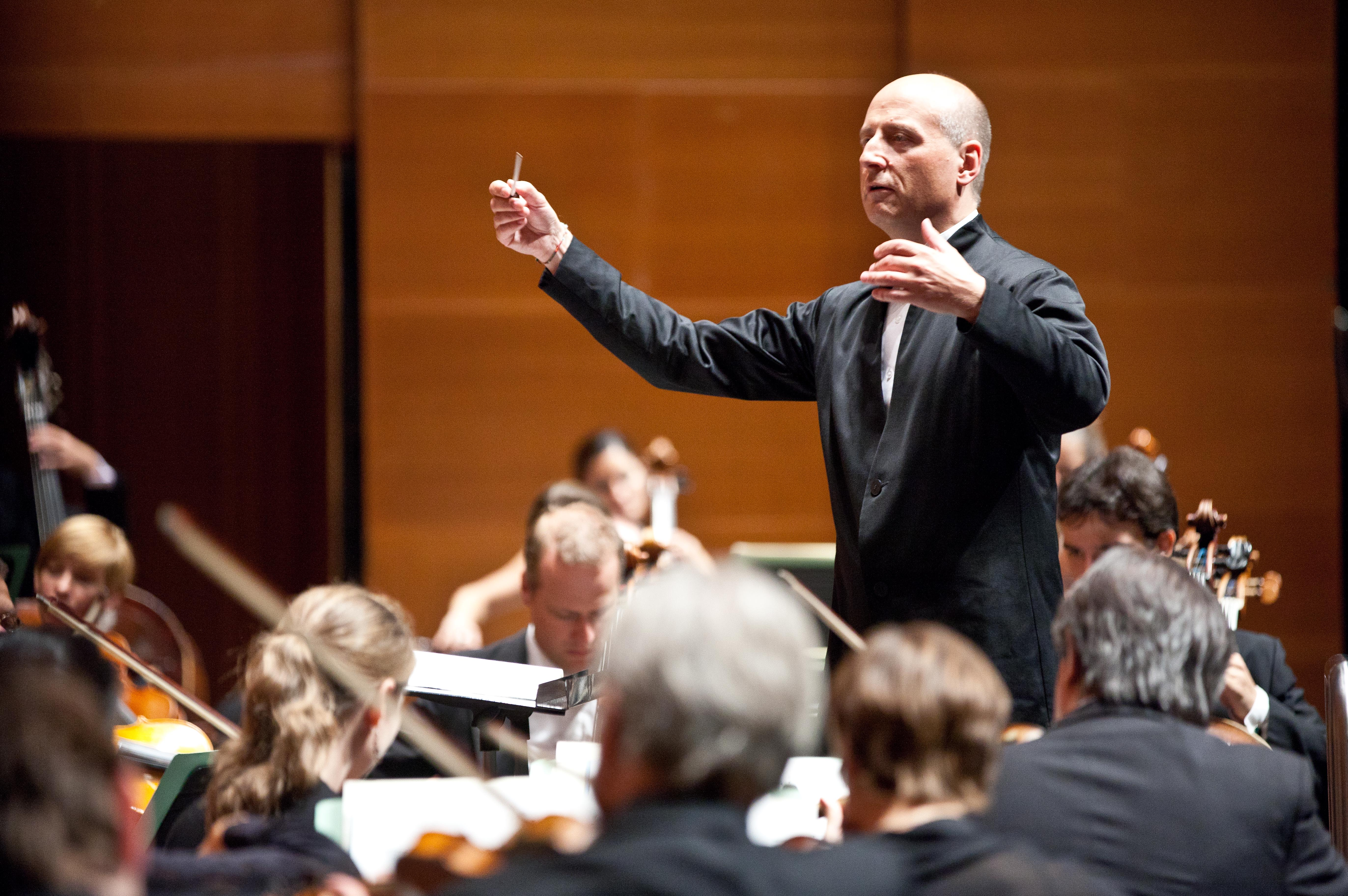
Paavo Järvi (* 1962)

- Järvi, Tyyne (1891–1929), finnische Schwimmerin
- Jarvik, Erik (1907–1998), schwedischer Paläozoologe
- Järvik, Mart (* 1956), estnischer Politiker, Minister
- Jarvik, Murray (1923–2008), US-amerikanischer Pharmakologe und Miterfinder des Nikotinpflasters
- Jarvik, Robert (1946–2025), US-amerikanischer Erfinder des künstlichen Herzens
- Järvilehto, Kalle (* 1995), finnischer Snowboarder
- Järvinen, Akilles (1905–1943), finnischer Leichtathlet
- Järvinen, Alex (* 1884), finnischer Ringer
- Järvinen, Anna (* 1970), schwedisch-finnische Sängerin und Songwriterin
- Jarvinen, Arthur (1956–2010), amerikanischer Perkussionist, Bassist und Komponist
- Järvinen, Erkki (1904–1991), finnischer Dreispringer
- Järvinen, Esko (1907–1976), finnischer Skisportler
- Järvinen, Jaana (1956–2012), finnische Schauspielerin
- Järvinen, Joonas (* 1989), finnischer Eishockeyspieler
- Järvinen, Juhani (1935–1984), finnischer Eisschnellläufer
- Järvinen, Matti (1909–1985), finnischer Speerwerfer
- Järvinen, Mika (* 1988), finnischer Eishockeytorwart
- Järvinen, Petri (* 1965), finnischer Fußballspieler
- Järvinen, Timo (* 1966), finnischer Eisschnellläufer
- Järvinen, Verner (1870–1941), finnischer Leichtathlet
- Jarvis, Affie (1860–1933), australischer Cricketspieler
- Jarvis, Ann Maria Reeves (1832–1905), US-amerikanische Mutter des Muttertages
- Jarvis, Anna Marie (1864–1948), amerikanische Begründerin des Muttertages
- Jarvis, Calum (* 1992), britischer Schwimmer
- Jarvis, Clifford (1941–1999), US-amerikanischer Jazz-Schlagzeuger
- Jarvis, Cosmo (* 1989), britischer Filmemacher und Singer-SongwriterCosmo Jarvis (* 1989)

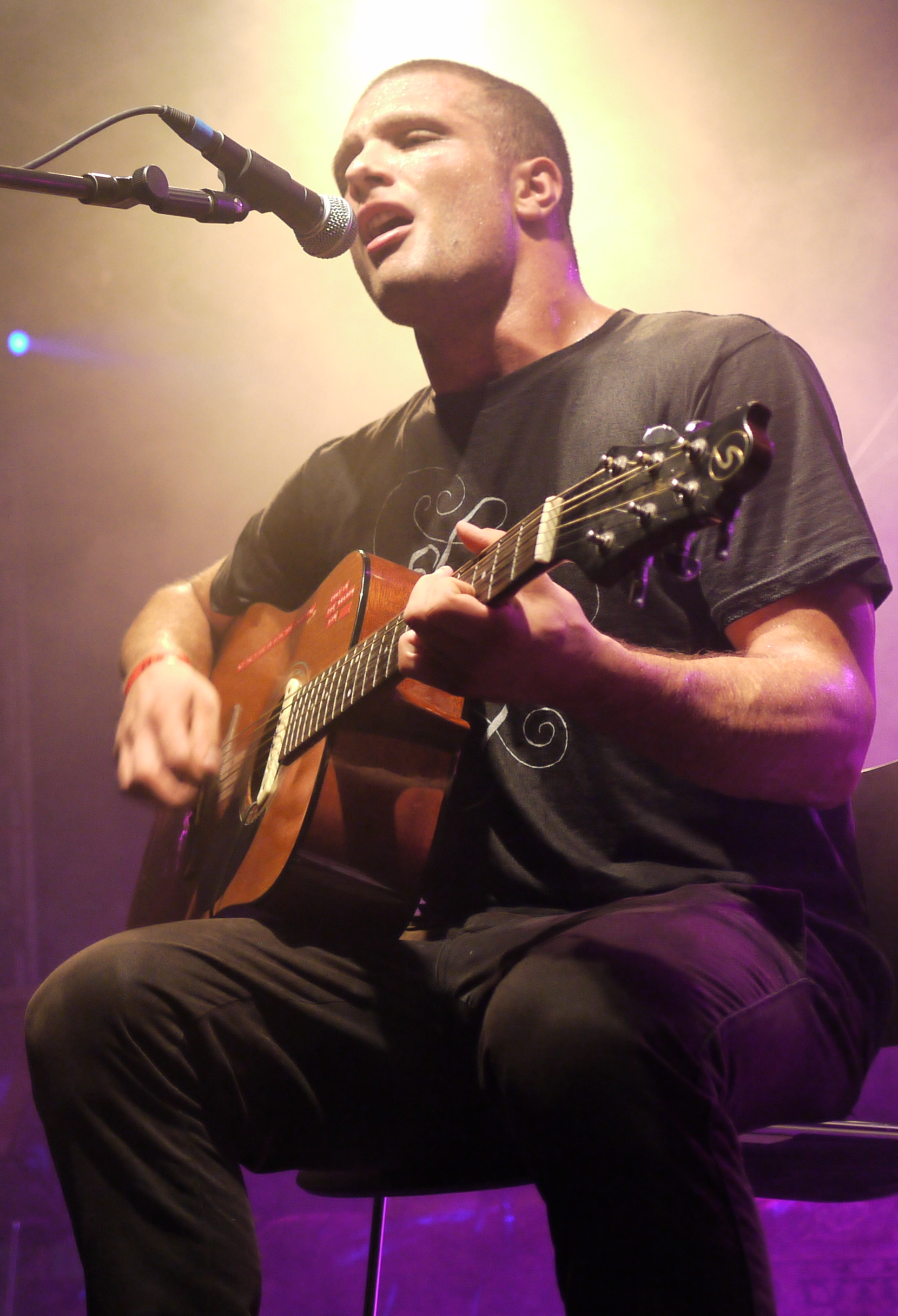
Cosmo Jarvis (* 1989)

- Jarvis, Doug (* 1955), kanadischer Eishockeyspieler, -trainer und -funktionär
- Jarvis, Edward (1803–1884), US-amerikanischer Mediziner
- Jarvis, Eugene (* 1955), US-amerikanischer Spiele-Designer und Programmierer
- Jarvis, Felton (1934–1981), US-amerikanischer Musikproduzent und Sänger
- Jarvis, Frank (1878–1933), US-amerikanischer Leichtathlet und Olympiasieger
- Jarvis, Graham (1930–2003), kanadischer Film- und Theaterschauspieler
- Jarvis, Gregory Bruce (1944–1986), US-amerikanischer AstronautGregory Bruce Jarvis (1944–1986)

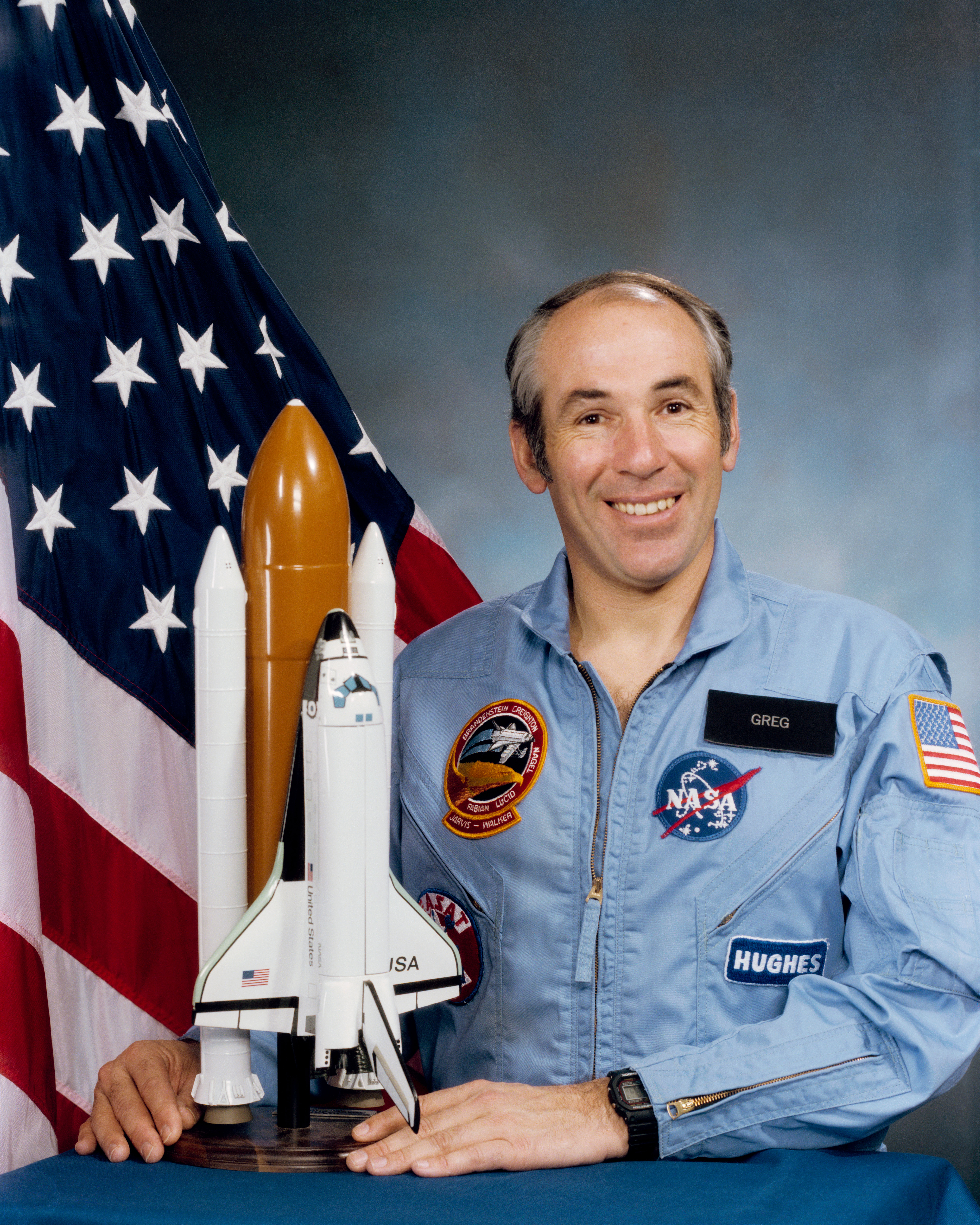
Gregory Bruce Jarvis (1944–1986)

- Jarvis, Harold (1864–1924), kanadischer Sänger (Tenor)
- Jarvis, Jack (* 2003), schottischer Cricketspieler
- Jarvis, Jane (1915–2010), US-amerikanische Jazzpianistin, Organistin und Komponistin
- Jarvis, Jared (* 1994), antiguanischer Leichtathlet
- Jarvis, Jared (* 1995), kanadischer Volleyballspieler
- Jarvis, Jeff (* 1954), US-amerikanischer Journalist
- Jarvis, John, britischer Artdirector und Szenenbildner
- Jarvis, John Arthur (1872–1933), britischer Schwimmer
- Jarvis, John Wesley (1780–1840), US-amerikanischer Porträtmaler
- Jarvis, Katie (* 1991), englische Schauspielerin
- Jarvis, Kirae (* 1993), Fußballspieler von St. Kitts und Nevis
- Jarvis, Leonard (1781–1854), US-amerikanischer Politiker
- Jarvis, Lucy (1917–2020), US-amerikanische Fernsehproduzentin
- Jarvis, Martin (* 1941), englischer Schauspieler und Synchronsprecher
- Jarvis, Matt (* 1984), kanadischer Pokerspieler
- Jarvis, Matt (* 1986), englischer Fußballspieler
- Jarvis, Nicky (* 1954), englischer Tischtennisspieler
- Jarvis, Oliver (* 1984), britischer Automobilrennfahrer
- Järvis, Piret (* 1984), estnische PopsängerinPiret Järvis (* 1984)

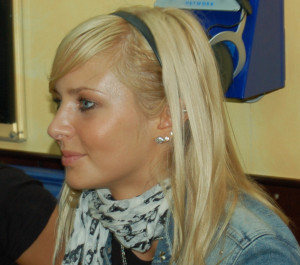
Piret Järvis (* 1984)

- Jarvis, Rebecca (* 1981), amerikanische Journalistin und Investmentbankerin
- Jarvis, Rob (* 1965), englischer Fernseh- und Filmschauspieler
- Jarvis, Robbie (* 1986), englischer Theater- und Filmschauspieler
- Jarvis, Robert (* 1963), britischer Improvisationsmusiker
- Jarvis, Thomas Jordan (1836–1915), US-amerikanischer Politiker
- Jarvis, Tom (* 1999), englischer Tischtennisspieler
- Jarvis, William H. (1930–2016), kanadischer Rechtsanwalt und Politiker der Progressiv-konservativen Partei (PC)

### Jary
- Jary, Hilde (1899–1989), deutsche Bühnen- und Stummfilmschauspielerin
- Jary, Micaela (* 1956), deutsche Schriftstellerin
- Jary, Michael (1906–1988), deutscher Komponist
- Jarý, Milan (* 1952), tschechoslowakischer Skilangläufer
- Jary, Ulrike (* 1985), deutsche Politikerin (CDU), MdL Thüringen
- Jarygin, Iwan Sergejewitsch (1948–1997), sowjetischer Ringer
- Jaryschka, Alena (* 1981), belarussische Tennisspielerin

### Jarz
- Jarz, Sissi (* 1980), österreichische Voltigiererin
- Jarząbek, Dawid (* 1999), polnischer Nordischer Kombinierer und Skispringer
- Jarząbkowski, Jarosław (* 1988), polnischer E-SportlerJarosław Jarząbkowski (* 1988)

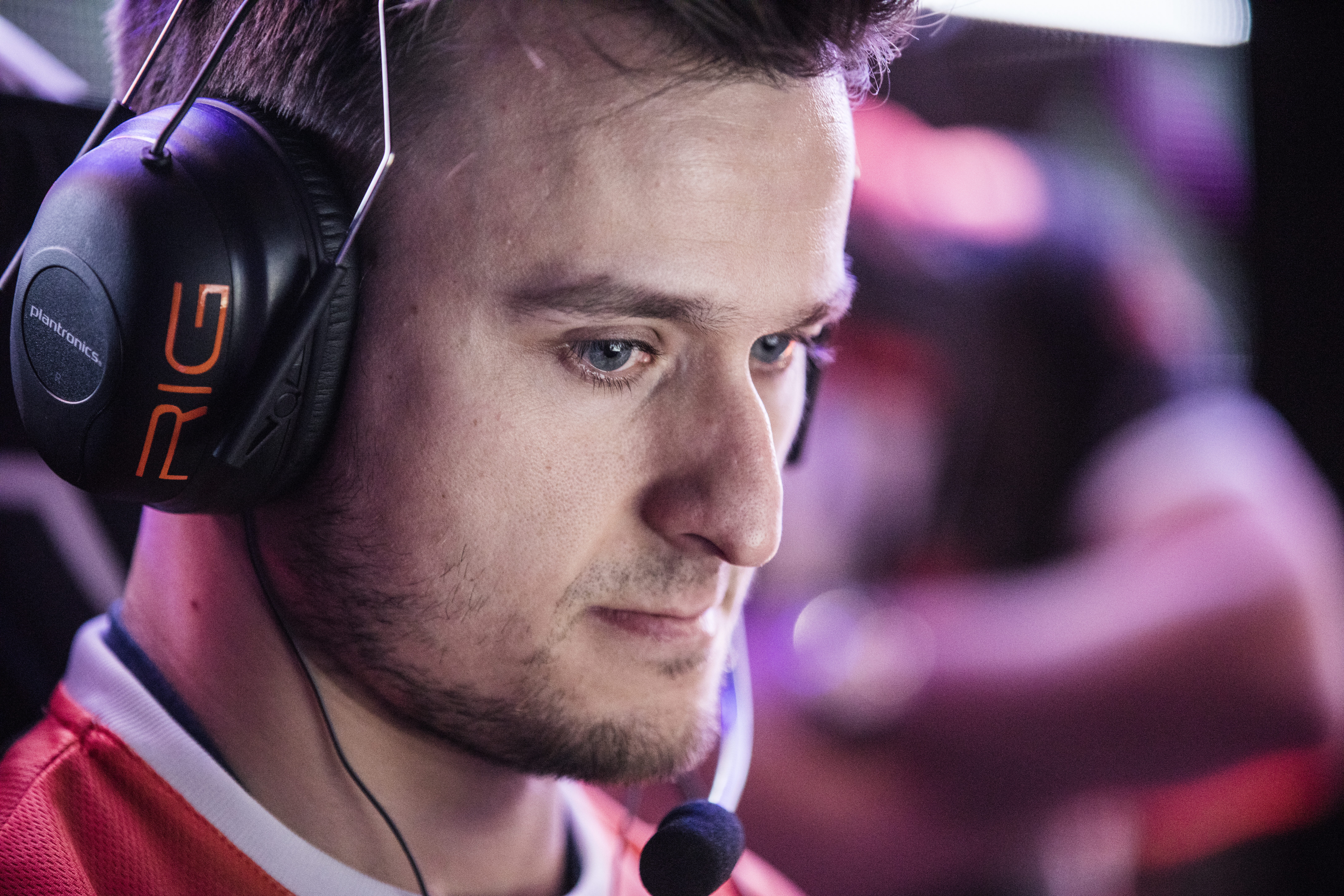
Jarosław Jarząbkowski (* 1988)

- Jarzebowski, Claudia (* 1971), deutsche Historikerin
- Jarzebowski, Katy (* 1984), US-amerikanische Komponistin
- Jarzębowski, Tomasz (* 1978), polnischer Fußballspieler
- Jarzębski, Adam († 1649), polnischer Violinist und Komponist
- Jarzębski, Jerzy (1947–2024), polnischer Literaturwissenschaftler
- Jarzębski, Józef (1878–1955), polnischer Geiger und Musikpädagoge
- Jarzębski, Paweł (* 1948), polnischer Jazzmusiker
- Jarzębski, Wiesław (* 1937), polnischer Radrennfahrer
- Jarzembowski, Georg (* 1947), deutscher Politiker (CDU), MdHB, MdEP
- Jarzembowski, Janusz (1933–1961), polnischer Sprinter
- Jarzew, Anatoli Dmitrijewitsch (* 1993), russischer Badmintonspieler
- Jarzew, Denis Nikolajewitsch (* 1990), russischer Judoka
- Jarzew, Georgi Alexandrowitsch (1948–2022), sowjetisch-russischer Fußballspieler
- Jarzmik, Adam (* 1990), polnischer Jazz-Pianist und Komponist
- Jarzombek, Thomas (* 1973), deutscher Politiker (CDU), MdL, MdBThomas Jarzombek (* 1973)

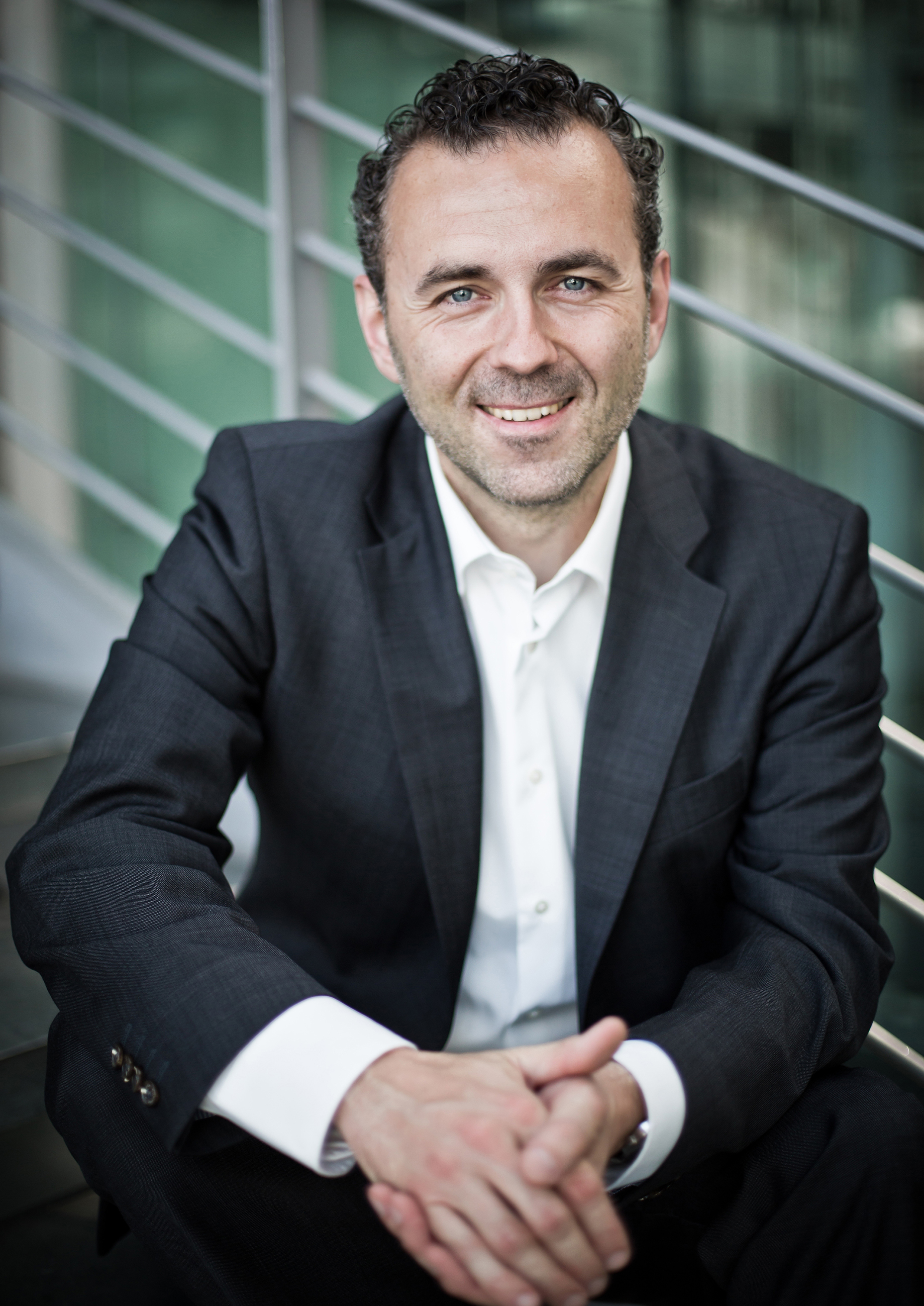
Thomas Jarzombek (* 1973)

- Jarzow, Anikita Sergejewitsch (1736–1819), russischer Bergbauingenieur
- Jarzyna, Grzegorz (* 1968), polnischer Theaterregisseur
- Jarzyńska-Nadolska, Karolina (* 1981), polnische Langstreckenläuferin
- Jarzynski, Christopher (* 1965), US-amerikanischer Physiker